# Mistrovství Evropy v basketbalu mužů 2013

Kvalivikace na Mistrovství Evropy v basketbalu mužů 2013

38. Mistrovství Evropy v basketbalu mužů se konalo ve dnech 4. – 22. září 2013 ve slovinských městech Lublaň, Jesenice, Koper a Celje. Turnaje se zúčastnilo 24 mužstev. Mistrem Evropy se stali basketbalisté Francie.

## Pořádající města
| Lublaň           | Jesenice              | Koper           | Lublaň          | Celje           |
| ---------------- | --------------------- | --------------- | --------------- | --------------- |
| Arena Stožice    | Dvorana Podmežakla    | Bonifika Hall   | Hala Tivoli     | Zlatorog Arena  |
| Kapacita: 12 500 | Kapacita: 5 500       | Kapacita: 5 000 | Kapacita: 5 500 | Kapacita: 5 500 |
| Otevřen: 2010    | Otevřen: rekonstrukce | Otevřen:        | Otevřen: 1965   | Otevřen: 2003   |
|                  |                       |                 | Hala Tivoli     |                 |

## Výsledky a tabulky

### Základní skupiny

#### Skupina A
|    |                | Francie | Ukrajina | Belgie | Spojené království | Německo | Izrael | V | P | Skóre   | B |
| 1. | Francie        | ***     | 77:71    | 82:65  | 88:65              | 74:80   | 82:63  | 4 | 1 | 403:344 | 9 |
| 2. | Ukrajina       | 71:77   | ***      | 85:57  | 87:68              | 88:83   | 74:67  | 4 | 1 | 378:352 | 9 |
| 3. | Belgie         | 65:82   | 57:85    | ***    | 76:71              | 77:73p  | 69:87  | 2 | 3 | 344:371 | 7 |
| 4. | Velká Británie | 65:88   | 68:87    | 71:76  | ***                | 81:74   | 75:71p | 2 | 3 | 360:396 | 7 |
| 5. | Německo        | 80:74   | 83:88    | 73:77p | 74:81              | ***     | 80:76  | 2 | 3 | 390:396 | 7 |
| 6. | Izrael         | 63:82   | 67:74    | 87:69  | 71:75p             | 76:80   | ***    | 1 | 4 | 364:380 | 6 |

| 4. září 2013 14:30 | Report | Izrael                                                       | 71 – 75 | Velká Británie | prodl. | Tivoli Hall, Lublaň Počet diváků: 750 Rozhodčí: Sreten Radović (CRO), Marek Ćmikiewicz (POL), David Berekashvili (GEO) |
| 4. září 2013 14:30 | Report | Skóre po čtvrtinách: 17:22, 13:12, 22:13, 14:19, Prodl.: 5:9 |         |                | prodl. | Tivoli Hall, Lublaň Počet diváků: 750 Rozhodčí: Sreten Radović (CRO), Marek Ćmikiewicz (POL), David Berekashvili (GEO) |
| 4. září 2013 14:30 | Report | Nissim 17                                                    | Body    | Johnson 22     | prodl. | Tivoli Hall, Lublaň Počet diváků: 750 Rozhodčí: Sreten Radović (CRO), Marek Ćmikiewicz (POL), David Berekashvili (GEO) |
| 4. září 2013 14:30 | Report | Eliyahu 14                                                   | Dosk.   | Achara 13      | prodl. | Tivoli Hall, Lublaň Počet diváků: 750 Rozhodčí: Sreten Radović (CRO), Marek Ćmikiewicz (POL), David Berekashvili (GEO) |
| 4. září 2013 14:30 | Report | Ohayon 7                                                     | Asist.  | Sullivan 2     | prodl. | Tivoli Hall, Lublaň Počet diváků: 750 Rozhodčí: Sreten Radović (CRO), Marek Ćmikiewicz (POL), David Berekashvili (GEO) |

| 4. září 2013 17:45 | Report | Belgie                                         | 57 – 58 | Ukrajina   |  | Tivoli Hall, Lublaň Počet diváků: 740 Rozhodčí: Christos Christodoulou (GRE), Vicente Bulto (ESP), Sergej Krug (RUS) |
| 4. září 2013 17:45 | Report | Skóre po čtvrtinách: 12:11, 24:15, 12:14, 9:18 |         |            |  | Tivoli Hall, Lublaň Počet diváků: 740 Rozhodčí: Christos Christodoulou (GRE), Vicente Bulto (ESP), Sergej Krug (RUS) |
| 4. září 2013 17:45 | Report | Beghin 14                                      | Body    | Zaytsev 16 |  | Tivoli Hall, Lublaň Počet diváků: 740 Rozhodčí: Christos Christodoulou (GRE), Vicente Bulto (ESP), Sergej Krug (RUS) |
| 4. září 2013 17:45 | Report | Hervelle 9                                     | Dosk.   | Gladyr 7   |  | Tivoli Hall, Lublaň Počet diváků: 740 Rozhodčí: Christos Christodoulou (GRE), Vicente Bulto (ESP), Sergej Krug (RUS) |
| 4. září 2013 17:45 | Report | Tabu 4                                         | Asist.  | Mishula 4  |  | Tivoli Hall, Lublaň Počet diváků: 740 Rozhodčí: Christos Christodoulou (GRE), Vicente Bulto (ESP), Sergej Krug (RUS) |

| 4. září 2013 21:00 | Report | Francie                                         | 74 – 80 | Německo         |  | Tivoli Hall, Lublaň Počet diváků: 2 400 Rozhodčí: Luigi Lamonica (ITA), Damir Javor (SLO), Rüştü Nuran (TUR) |
| 4. září 2013 21:00 | Report | Skóre po čtvrtinách: 14:27, 25:16, 17:14, 18:23 |         |                 |  | Tivoli Hall, Lublaň Počet diváků: 2 400 Rozhodčí: Luigi Lamonica (ITA), Damir Javor (SLO), Rüştü Nuran (TUR) |
| 4. září 2013 21:00 | Report | Parker 18                                       | Body    | Benzing 19      |  | Tivoli Hall, Lublaň Počet diváků: 2 400 Rozhodčí: Luigi Lamonica (ITA), Damir Javor (SLO), Rüştü Nuran (TUR) |
| 4. září 2013 21:00 | Report | Batum 5                                         | Dosk.   | Pleiß 7         |  | Tivoli Hall, Lublaň Počet diváků: 2 400 Rozhodčí: Luigi Lamonica (ITA), Damir Javor (SLO), Rüştü Nuran (TUR) |
| 4. září 2013 21:00 | Report | Batum, Diaw 5                                   | Asist.  | Schaffartzik 11 |  | Tivoli Hall, Lublaň Počet diváků: 2 400 Rozhodčí: Luigi Lamonica (ITA), Damir Javor (SLO), Rüştü Nuran (TUR) |

| 5. září 2013 14:30 | Report | Ukrajina                                        | 74 – 67 | Izrael     |  | Tivoli Hall, Lublaň Počet diváků: 790 Rozhodčí: Christos Christodoulou (GRE), Damir Javor (SLO), David Berekashvili (GEO) |
| 5. září 2013 14:30 | Report | Skóre po čtvrtinách: 19:13, 16:13, 18:20, 21:21 |         |            |  | Tivoli Hall, Lublaň Počet diváků: 790 Rozhodčí: Christos Christodoulou (GRE), Damir Javor (SLO), David Berekashvili (GEO) |
| 5. září 2013 14:30 | Report | Gladyr 17                                       | Body    | Nissim 12  |  | Tivoli Hall, Lublaň Počet diváků: 790 Rozhodčí: Christos Christodoulou (GRE), Damir Javor (SLO), David Berekashvili (GEO) |
| 5. září 2013 14:30 | Report | Kravtsov 8                                      | Dosk.   | Eliyahu 5  |  | Tivoli Hall, Lublaň Počet diváků: 790 Rozhodčí: Christos Christodoulou (GRE), Damir Javor (SLO), David Berekashvili (GEO) |
| 5. září 2013 14:30 | Report | Mishula 5                                       | Asist.  | Halperin 4 |  | Tivoli Hall, Lublaň Počet diváků: 790 Rozhodčí: Christos Christodoulou (GRE), Damir Javor (SLO), David Berekashvili (GEO) |

| 5. září 2013 17:45 | Report | Německo                                                        | 73 – 77 | Belgie          | prodl. | Tivoli Hall, Lublaň Počet diváků: 1 460 Rozhodčí: Sreten Radović (CRO), Vicente Bulto (ESP), Rüştü Nuran (TUR) |
| 5. září 2013 17:45 | Report | Skóre po čtvrtinách: 16:14, 10:21, 15:13, 22:15, Prodl.: 10:14 |         |                 | prodl. | Tivoli Hall, Lublaň Počet diváků: 1 460 Rozhodčí: Sreten Radović (CRO), Vicente Bulto (ESP), Rüştü Nuran (TUR) |
| 5. září 2013 17:45 | Report | Benzing 24                                                     | Body    | Massot, Tabu 15 | prodl. | Tivoli Hall, Lublaň Počet diváků: 1 460 Rozhodčí: Sreten Radović (CRO), Vicente Bulto (ESP), Rüştü Nuran (TUR) |
| 5. září 2013 17:45 | Report | Pleiß 9                                                        | Dosk.   | Hervelle 9      | prodl. | Tivoli Hall, Lublaň Počet diváků: 1 460 Rozhodčí: Sreten Radović (CRO), Vicente Bulto (ESP), Rüştü Nuran (TUR) |
| 5. září 2013 17:45 | Report | Schaffartzik 7                                                 | Asist.  | Tabu 5          | prodl. | Tivoli Hall, Lublaň Počet diváků: 1 460 Rozhodčí: Sreten Radović (CRO), Vicente Bulto (ESP), Rüştü Nuran (TUR) |

| 5. září 2013 21:00 | Report | Velká Británie                                  | 65 – 88 | Francie   |  | Tivoli Hall, Lublaň Počet diváků: 1200 Rozhodčí: Luigi Lamonica (ITA), Petri Mäntylä (FIN), Sergey Krug (RUS) |
| 5. září 2013 21:00 | Report | Skóre po čtvrtinách: 14:26, 23:19, 11:26, 17:17 |         |           |  | Tivoli Hall, Lublaň Počet diváků: 1200 Rozhodčí: Luigi Lamonica (ITA), Petri Mäntylä (FIN), Sergey Krug (RUS) |
| 5. září 2013 21:00 | Report | Clark 16                                        | Body    | Batum 17  |  | Tivoli Hall, Lublaň Počet diváků: 1200 Rozhodčí: Luigi Lamonica (ITA), Petri Mäntylä (FIN), Sergey Krug (RUS) |
| 5. září 2013 21:00 | Report | Hesson 7                                        | Dosk.   | Ajinca 11 |  | Tivoli Hall, Lublaň Počet diváků: 1200 Rozhodčí: Luigi Lamonica (ITA), Petri Mäntylä (FIN), Sergey Krug (RUS) |
| 5. září 2013 21:00 | Report | Oostrum 3                                       | Asist.  | Parker 5  |  | Tivoli Hall, Lublaň Počet diváků: 1200 Rozhodčí: Luigi Lamonica (ITA), Petri Mäntylä (FIN), Sergey Krug (RUS) |

| 6. září 2013 14:30 | Report | Německo                                         | 83 – 88 | Ukrajina  |  | Tivoli Hall, Lublaň Počet diváků: 1 580 Rozhodčí: Sreten Radović (CRO), Petri Mäntylä (FIN), David Berekashvili (GEO) |
| 6. září 2013 14:30 | Report | Skóre po čtvrtinách: 16:15, 14:24, 27:25, 16:24 |         |           |  | Tivoli Hall, Lublaň Počet diváků: 1 580 Rozhodčí: Sreten Radović (CRO), Petri Mäntylä (FIN), David Berekashvili (GEO) |
| 6. září 2013 14:30 | Report | Schaffartzik 22                                 | Body    | Gladyr 25 |  | Tivoli Hall, Lublaň Počet diváků: 1 580 Rozhodčí: Sreten Radović (CRO), Petri Mäntylä (FIN), David Berekashvili (GEO) |
| 6. září 2013 14:30 | Report | Pleiß 11                                        | Dosk.   | Zaytsev 7 |  | Tivoli Hall, Lublaň Počet diváků: 1 580 Rozhodčí: Sreten Radović (CRO), Petri Mäntylä (FIN), David Berekashvili (GEO) |
| 6. září 2013 14:30 | Report | Schaffartzik 11                                 | Asist.  | Jeter 6   |  | Tivoli Hall, Lublaň Počet diváků: 1 580 Rozhodčí: Sreten Radović (CRO), Petri Mäntylä (FIN), David Berekashvili (GEO) |

| 6. září 2013 17:45 | Report | Belgie                                          | 76 – 71 | Velká Británie |  | Tivoli Hall, Lublaň Počet diváků: 1 300 Rozhodčí: Luigi Lamonica (ITA), Damir Javor (SLO), Sergey Krug (RUS) |
| 6. září 2013 17:45 | Report | Skóre po čtvrtinách: 23:19, 10:19, 22:17, 21:16 |         |                |  | Tivoli Hall, Lublaň Počet diváků: 1 300 Rozhodčí: Luigi Lamonica (ITA), Damir Javor (SLO), Sergey Krug (RUS) |
| 6. září 2013 17:45 | Report | Massot 15                                       | Body    | Clark 19       |  | Tivoli Hall, Lublaň Počet diváků: 1 300 Rozhodčí: Luigi Lamonica (ITA), Damir Javor (SLO), Sergey Krug (RUS) |
| 6. září 2013 17:45 | Report | Hervelle 10                                     | Dosk.   | Clark 9        |  | Tivoli Hall, Lublaň Počet diváků: 1 300 Rozhodčí: Luigi Lamonica (ITA), Damir Javor (SLO), Sergey Krug (RUS) |
| 6. září 2013 17:45 | Report | Van Rossom 5                                    | Asist.  | Van Oostrum 2  |  | Tivoli Hall, Lublaň Počet diváků: 1 300 Rozhodčí: Luigi Lamonica (ITA), Damir Javor (SLO), Sergey Krug (RUS) |

| 6. září 2013 21:00 | Report | Francie                                         | 82 – 63 | Izrael             |  | Tivoli Hall, Lublaň Počet diváků: 1 990 Rozhodčí: Christos Christodoulou (GRE), Vicente Bulto (ESP), Marek Cmkiewicz (POL) |
| 6. září 2013 21:00 | Report | Skóre po čtvrtinách: 20:14, 18:15, 27:14, 17:20 |         |                    |  | Tivoli Hall, Lublaň Počet diváků: 1 990 Rozhodčí: Christos Christodoulou (GRE), Vicente Bulto (ESP), Marek Cmkiewicz (POL) |
| 6. září 2013 21:00 | Report | Ajinça 13                                       | Body    | Eliyahu, Casspi 14 |  | Tivoli Hall, Lublaň Počet diváků: 1 990 Rozhodčí: Christos Christodoulou (GRE), Vicente Bulto (ESP), Marek Cmkiewicz (POL) |
| 6. září 2013 21:00 | Report | Ajinça 6                                        | Dosk.   | Eliyahu 5          |  | Tivoli Hall, Lublaň Počet diváků: 1 990 Rozhodčí: Christos Christodoulou (GRE), Vicente Bulto (ESP), Marek Cmkiewicz (POL) |
| 6. září 2013 21:00 | Report | Parker 7                                        | Asist.  | Ohayon 4           |  | Tivoli Hall, Lublaň Počet diváků: 1 990 Rozhodčí: Christos Christodoulou (GRE), Vicente Bulto (ESP), Marek Cmkiewicz (POL) |

| 8. září 2013 14:30 | Report | Velká Británie                                  | 81 – 74 | Německo  |  | Tivoli Hall, Lublaň Počet diváků: 1 620 Rozhodčí: Christos Christodoulou (GRE), Petri Mäntylä (FIN), Marek Cmikiewicz (POL) |
| 8. září 2013 14:30 | Report | Skóre po čtvrtinách: 16:23, 26:15, 17:18, 22:18 |         |          |  | Tivoli Hall, Lublaň Počet diváků: 1 620 Rozhodčí: Christos Christodoulou (GRE), Petri Mäntylä (FIN), Marek Cmikiewicz (POL) |
| 8. září 2013 14:30 | Report | Lawrence 23                                     | Body    | Pleiß 20 |  | Tivoli Hall, Lublaň Počet diváků: 1 620 Rozhodčí: Christos Christodoulou (GRE), Petri Mäntylä (FIN), Marek Cmikiewicz (POL) |
| 8. září 2013 14:30 | Report | Hesson 11                                       | Dosk.   | Pleiß 14 |  | Tivoli Hall, Lublaň Počet diváků: 1 620 Rozhodčí: Christos Christodoulou (GRE), Petri Mäntylä (FIN), Marek Cmikiewicz (POL) |
| 8. září 2013 14:30 | Report | 4 hráči 2                                       | Asist.  | Pleiß 3  |  | Tivoli Hall, Lublaň Počet diváků: 1 620 Rozhodčí: Christos Christodoulou (GRE), Petri Mäntylä (FIN), Marek Cmikiewicz (POL) |

| 8. září 2013 17:45 | Report | Ukrajina                                        | 71 – 77 | Francie         |  | Tivoli Hall, Lublaň Počet diváků: 2 200 Rozhodčí: Luigi Lamonica (ITA), Vicente Bulto (ESP), Sergey Krug (RUS) |
| 8. září 2013 17:45 | Report | Skóre po čtvrtinách: 16:14, 20:21, 15:16, 20:26 |         |                 |  | Tivoli Hall, Lublaň Počet diváků: 2 200 Rozhodčí: Luigi Lamonica (ITA), Vicente Bulto (ESP), Sergey Krug (RUS) |
| 8. září 2013 17:45 | Report | Jeter 20                                        | Body    | Parker 28       |  | Tivoli Hall, Lublaň Počet diváků: 2 200 Rozhodčí: Luigi Lamonica (ITA), Vicente Bulto (ESP), Sergey Krug (RUS) |
| 8. září 2013 17:45 | Report | Natyazhko 10                                    | Dosk.   | Ajinça 11       |  | Tivoli Hall, Lublaň Počet diváků: 2 200 Rozhodčí: Luigi Lamonica (ITA), Vicente Bulto (ESP), Sergey Krug (RUS) |
| 8. září 2013 17:45 | Report | 3 hráči 2                                       | Asist.  | Batum, Parker 2 |  | Tivoli Hall, Lublaň Počet diváků: 2 200 Rozhodčí: Luigi Lamonica (ITA), Vicente Bulto (ESP), Sergey Krug (RUS) |

| 8. září 2013 21:00 | Report | Izrael                                          | 87 – 69 | Belgie       |  | Tivoli Hall, Lublaň Počet diváků: 1 010 Rozhodčí: Sreten Radović (CRO), Damir Javor (SLO), Rüştü Nuran (TUR) |
| 8. září 2013 21:00 | Report | Skóre po čtvrtinách: 19:15, 22:18, 32:13, 14:23 |         |              |  | Tivoli Hall, Lublaň Počet diváků: 1 010 Rozhodčí: Sreten Radović (CRO), Damir Javor (SLO), Rüştü Nuran (TUR) |
| 8. září 2013 21:00 | Report | Nissim 23                                       | Body    | De Zeeuw 14  |  | Tivoli Hall, Lublaň Počet diváků: 1 010 Rozhodčí: Sreten Radović (CRO), Damir Javor (SLO), Rüştü Nuran (TUR) |
| 8. září 2013 21:00 | Report | Ohayon 7                                        | Dosk.   | Hervelle 7   |  | Tivoli Hall, Lublaň Počet diváků: 1 010 Rozhodčí: Sreten Radović (CRO), Damir Javor (SLO), Rüştü Nuran (TUR) |
| 8. září 2013 21:00 | Report | Eliyahu 6                                       | Asist.  | Van Rossom 5 |  | Tivoli Hall, Lublaň Počet diváků: 1 010 Rozhodčí: Sreten Radović (CRO), Damir Javor (SLO), Rüştü Nuran (TUR) |

| 9. září 2013 14:30 | Report | Velká Británie                                  | 68 – 87 | Ukrajina              |  | Tivoli Hall, Lublaň Počet diváků: 1 780 Rozhodčí: Christos Christodoulou (GRE), Damir Javor (SLO), Rüştü Nuran (TUR) |
| 9. září 2013 14:30 | Report | Skóre po čtvrtinách: 18:21, 13:27, 20:22, 17:17 |         |                       |  | Tivoli Hall, Lublaň Počet diváků: 1 780 Rozhodčí: Christos Christodoulou (GRE), Damir Javor (SLO), Rüştü Nuran (TUR) |
| 9. září 2013 14:30 | Report | Achara, Van Oostrum 12                          | Body    | Natyazhko, Zaytsev 11 |  | Tivoli Hall, Lublaň Počet diváků: 1 780 Rozhodčí: Christos Christodoulou (GRE), Damir Javor (SLO), Rüştü Nuran (TUR) |
| 9. září 2013 14:30 | Report | Clark 6                                         | Dosk.   | Gladyr 7              |  | Tivoli Hall, Lublaň Počet diváků: 1 780 Rozhodčí: Christos Christodoulou (GRE), Damir Javor (SLO), Rüştü Nuran (TUR) |
| 9. září 2013 14:30 | Report | Van Oostrum 4                                   | Asist.  | Gladyr, Jeter 4       |  | Tivoli Hall, Lublaň Počet diváků: 1 780 Rozhodčí: Christos Christodoulou (GRE), Damir Javor (SLO), Rüştü Nuran (TUR) |

| 9. září 2013 17:45 | Report | Německo                                         | 80 – 76 | Izrael             |  | Tivoli Hall, Lublaň Počet diváků: 2 940 Rozhodčí: Luigi Lamonica (ITA), Vicente Bulto (ESP), Petri Mäntylä (FIN) |
| 9. září 2013 17:45 | Report | Skóre po čtvrtinách: 12:20, 19:10, 22:19, 27:27 |         |                    |  | Tivoli Hall, Lublaň Počet diváků: 2 940 Rozhodčí: Luigi Lamonica (ITA), Vicente Bulto (ESP), Petri Mäntylä (FIN) |
| 9. září 2013 17:45 | Report | Günther, Staiger 15                             | Body    | Casspi 22          |  | Tivoli Hall, Lublaň Počet diváků: 2 940 Rozhodčí: Luigi Lamonica (ITA), Vicente Bulto (ESP), Petri Mäntylä (FIN) |
| 9. září 2013 17:45 | Report | Pleiß 14                                        | Dosk.   | Casspi 13          |  | Tivoli Hall, Lublaň Počet diváků: 2 940 Rozhodčí: Luigi Lamonica (ITA), Vicente Bulto (ESP), Petri Mäntylä (FIN) |
| 9. září 2013 17:45 | Report | Schaffartzik 4                                  | Asist.  | Ohayon, Halperin 4 |  | Tivoli Hall, Lublaň Počet diváků: 2 940 Rozhodčí: Luigi Lamonica (ITA), Vicente Bulto (ESP), Petri Mäntylä (FIN) |

| 9. září 2013 21:00 | Report | Belgie                                         | 65 – 82 | Francie   |  | Tivoli Hall, Lublaň Počet diváků: 1 500 Rozhodčí: Sreten Radović (CRO), Marek Cmikiewicz (POL), David Berekashvili (GEO) |
| 9. září 2013 21:00 | Report | Skóre po čtvrtinách: 30:19, 16:15, 9:32, 10:16 |         |           |  | Tivoli Hall, Lublaň Počet diváků: 1 500 Rozhodčí: Sreten Radović (CRO), Marek Cmikiewicz (POL), David Berekashvili (GEO) |
| 9. září 2013 21:00 | Report | Hervelle 13                                    | Body    | Parker 20 |  | Tivoli Hall, Lublaň Počet diváků: 1 500 Rozhodčí: Sreten Radović (CRO), Marek Cmikiewicz (POL), David Berekashvili (GEO) |
| 9. září 2013 21:00 | Report | Van Rossom 8                                   | Dosk.   | Ajinça 7  |  | Tivoli Hall, Lublaň Počet diváků: 1 500 Rozhodčí: Sreten Radović (CRO), Marek Cmikiewicz (POL), David Berekashvili (GEO) |
| 9. září 2013 21:00 | Report | Mukubu 4                                       | Asist.  | Parker 4  |  | Tivoli Hall, Lublaň Počet diváků: 1 500 Rozhodčí: Sreten Radović (CRO), Marek Cmikiewicz (POL), David Berekashvili (GEO) |

#### Skupina B
|    |                     | Srbsko | Lotyšsko | Litva  | Bosna a Hercegovina | Černá Hora | Makedonie | V | P | Skóre   | B |
| 1. | Srbsko              | ***    | 80:71    | 63:56  | 77:67               | 76:83      | 75:89     | 3 | 2 | 371:366 | 8 |
| 2. | Lotyšsko            | 71:80  | ***      | 59:67  | 86:75               | 73:72      | 76:66     | 3 | 2 | 365:360 | 8 |
| 3. | Litva               | 56:63  | 67:59    | ***    | 72:78               | 77:70p     | 75:67     | 3 | 2 | 347:337 | 8 |
| 4. | Bosna a Hercegovina | 67:77  | 75:86    | 78:72  | ***                 | 76:70      | 62:54     | 3 | 2 | 358:359 | 8 |
| 5. | Černá Hora          | 83:76  | 72:73    | 70:77p | 70:76               | ***        | 81:80     | 2 | 3 | 376:382 | 7 |
| 6. | Makedonie           | 89:75  | 66:76    | 67:75  | 54:60               | 80:81      | ***       | 1 | 4 | 356:369 | 6 |

| 4. září 2013 14:30 | Report | Lotyšsko                                       | 86 – 75 | Bosna a Hercegovina |  | Dvorana Podmežakla, Jesenice Počet diváků: 1 620 Rozhodčí: Elias Koromilas (GRE), Robert Vyklický (CZE), Apostolos Kalpakas (SWE) |
| 4. září 2013 14:30 | Report | Skóre po čtvrtinách: 20:20, 23:13, 9:24, 24:18 |         |                     |  | Dvorana Podmežakla, Jesenice Počet diváků: 1 620 Rozhodčí: Elias Koromilas (GRE), Robert Vyklický (CZE), Apostolos Kalpakas (SWE) |
| 4. září 2013 14:30 | Report | Freimanis 24                                   | Body    | Đedović 19          |  | Dvorana Podmežakla, Jesenice Počet diváků: 1 620 Rozhodčí: Elias Koromilas (GRE), Robert Vyklický (CZE), Apostolos Kalpakas (SWE) |
| 4. září 2013 14:30 | Report | Blūms 6                                        | Dosk.   | Teletović, Wright 8 |  | Dvorana Podmežakla, Jesenice Počet diváků: 1 620 Rozhodčí: Elias Koromilas (GRE), Robert Vyklický (CZE), Apostolos Kalpakas (SWE) |
| 4. září 2013 14:30 | Report | Strēlnieks 9                                   | Asist.  | Wright 2            |  | Dvorana Podmežakla, Jesenice Počet diváků: 1 620 Rozhodčí: Elias Koromilas (GRE), Robert Vyklický (CZE), Apostolos Kalpakas (SWE) |

| 4. září 2013 17:45 | Report | Makedonie                                       | 80 – 81 | Černá Hora           |  | Dvorana Podmežakla, Jesenice Počet diváků: 2 362 Rozhodčí: Guerrino Cerebuch (ITA), Srđan Dozai (CRO), Tomasz Trawicki (POL) |
| 4. září 2013 17:45 | Report | Skóre po čtvrtinách: 24:25, 22:20, 21:19, 13:17 |         |                      |  | Dvorana Podmežakla, Jesenice Počet diváků: 2 362 Rozhodčí: Guerrino Cerebuch (ITA), Srđan Dozai (CRO), Tomasz Trawicki (POL) |
| 4. září 2013 17:45 | Report | McCalebb 23                                     | Body    | Rice, Su. Šehović 16 |  | Dvorana Podmežakla, Jesenice Počet diváků: 2 362 Rozhodčí: Guerrino Cerebuch (ITA), Srđan Dozai (CRO), Tomasz Trawicki (POL) |
| 4. září 2013 17:45 | Report | Antić, Samardžiski 6                            | Dosk.   | Dubljević 6          |  | Dvorana Podmežakla, Jesenice Počet diváků: 2 362 Rozhodčí: Guerrino Cerebuch (ITA), Srđan Dozai (CRO), Tomasz Trawicki (POL) |
| 4. září 2013 17:45 | Report | Ilievski 5                                      | Asist.  | Rice 5               |  | Dvorana Podmežakla, Jesenice Počet diváků: 2 362 Rozhodčí: Guerrino Cerebuch (ITA), Srđan Dozai (CRO), Tomasz Trawicki (POL) |

| 4. září 2013 21:00 | Report | Srbsko                                          | 63 – 56 | Litva        |  | Dvorana Podmežakla, Jesenice Počet diváků: 4 720 Rozhodčí: Juan Artega (ESP), Emin Moğulkoç (TUR), Sašo Petek (SLO) |
| 4. září 2013 21:00 | Report | Skóre po čtvrtinách: 20:10, 13:17, 18:14, 12:15 |         |              |  | Dvorana Podmežakla, Jesenice Počet diváků: 4 720 Rozhodčí: Juan Artega (ESP), Emin Moğulkoç (TUR), Sašo Petek (SLO) |
| 4. září 2013 21:00 | Report | Krstić 20                                       | Body    | Kalnietis 17 |  | Dvorana Podmežakla, Jesenice Počet diváků: 4 720 Rozhodčí: Juan Artega (ESP), Emin Moğulkoç (TUR), Sašo Petek (SLO) |
| 4. září 2013 21:00 | Report | Krstić 9                                        | Dosk.   | Kuzminskas 6 |  | Dvorana Podmežakla, Jesenice Počet diváků: 4 720 Rozhodčí: Juan Artega (ESP), Emin Moğulkoç (TUR), Sašo Petek (SLO) |
| 4. září 2013 21:00 | Report | Nedović, Marković 3                             | Asist.  | Kalnietis 3  |  | Dvorana Podmežakla, Jesenice Počet diváků: 4 720 Rozhodčí: Juan Artega (ESP), Emin Moğulkoç (TUR), Sašo Petek (SLO) |

| 5. září 2013 14:30 | Report | Černá Hora                                      | 72 – 73 | Lotyšsko      |  | Dvorana Podmežakla, Jesenice Počet diváků: 1 600 Rozhodčí: Guerrino Cerebuch (ITA), Apostolos Kalpakas (SWE), Sašo Petek (SLO) |
| 5. září 2013 14:30 | Report | Skóre po čtvrtinách: 17:17, 20:20, 15:17, 20:19 |         |               |  | Dvorana Podmežakla, Jesenice Počet diváků: 1 600 Rozhodčí: Guerrino Cerebuch (ITA), Apostolos Kalpakas (SWE), Sašo Petek (SLO) |
| 5. září 2013 14:30 | Report | Rice 24                                         | Body    | Janičenoks 15 |  | Dvorana Podmežakla, Jesenice Počet diváků: 1 600 Rozhodčí: Guerrino Cerebuch (ITA), Apostolos Kalpakas (SWE), Sašo Petek (SLO) |
| 5. září 2013 14:30 | Report | Se. Šehović, Sekulić 6                          | Dosk.   | Freimanis 7   |  | Dvorana Podmežakla, Jesenice Počet diváků: 1 600 Rozhodčí: Guerrino Cerebuch (ITA), Apostolos Kalpakas (SWE), Sašo Petek (SLO) |
| 5. září 2013 14:30 | Report | Rice 5                                          | Asist.  | Blūms 5       |  | Dvorana Podmežakla, Jesenice Počet diváků: 1 600 Rozhodčí: Guerrino Cerebuch (ITA), Apostolos Kalpakas (SWE), Sašo Petek (SLO) |

| 5. září 2013 17:45 | Report | Bosna a Hercegovina                             | 67 – 77 | Srbsko      |  | Dvorana Podmežakla, Jesenice Počet diváků: 5 100 Rozhodčí: Srđan Dozai (CRO), Emin Mogulkoc (TUR), Anton Makhlin (RUS) |
| 5. září 2013 17:45 | Report | Skóre po čtvrtinách: 16:28, 15:17, 18:19, 18:13 |         |             |  | Dvorana Podmežakla, Jesenice Počet diváků: 5 100 Rozhodčí: Srđan Dozai (CRO), Emin Mogulkoc (TUR), Anton Makhlin (RUS) |
| 5. září 2013 17:45 | Report | Đedović 17                                      | Body    | Marković 15 |  | Dvorana Podmežakla, Jesenice Počet diváků: 5 100 Rozhodčí: Srđan Dozai (CRO), Emin Mogulkoc (TUR), Anton Makhlin (RUS) |
| 5. září 2013 17:45 | Report | Đedović 7                                       | Dosk.   | Bjelica 11  |  | Dvorana Podmežakla, Jesenice Počet diváků: 5 100 Rozhodčí: Srđan Dozai (CRO), Emin Mogulkoc (TUR), Anton Makhlin (RUS) |
| 5. září 2013 17:45 | Report | Đedović 5                                       | Asist.  | Nedović 6   |  | Dvorana Podmežakla, Jesenice Počet diváků: 5 100 Rozhodčí: Srđan Dozai (CRO), Emin Mogulkoc (TUR), Anton Makhlin (RUS) |

| 5. září 2013 21:00 | Report | Litva                                           | 75 – 67 | Makedonie   |  | Dvorana Podmežakla, Jesenice Počet diváků: 4020 Rozhodčí: Juan Arteaga (ESP), Elias Koromilas (GRE), Robert Vyklicky (CZE) |
| 5. září 2013 21:00 | Report | Skóre po čtvrtinách: 20:15, 19:18, 18:17, 18:17 |         |             |  | Dvorana Podmežakla, Jesenice Počet diváků: 4020 Rozhodčí: Juan Arteaga (ESP), Elias Koromilas (GRE), Robert Vyklicky (CZE) |
| 5. září 2013 21:00 | Report | Kalnietis 17                                    | Body    | Ilievski 13 |  | Dvorana Podmežakla, Jesenice Počet diváků: 4020 Rozhodčí: Juan Arteaga (ESP), Elias Koromilas (GRE), Robert Vyklicky (CZE) |
| 5. září 2013 21:00 | Report | Valanciunas 7                                   | Dosk.   | Antic 8     |  | Dvorana Podmežakla, Jesenice Počet diváků: 4020 Rozhodčí: Juan Arteaga (ESP), Elias Koromilas (GRE), Robert Vyklicky (CZE) |
| 5. září 2013 21:00 | Report | Kalnietis 5                                     | Asist.  | Ilievski 4  |  | Dvorana Podmežakla, Jesenice Počet diváků: 4020 Rozhodčí: Juan Arteaga (ESP), Elias Koromilas (GRE), Robert Vyklicky (CZE) |

| 6. září 2013 14:30 | Report | Černá Hora                                      | 70 – 76 | Bosna a Hercegovina |  | Dvorana Podmežakla, Jesenice Počet diváků: 2 320 Rozhodčí: Juan Arteaga (ESP), Emin Mogulkoc (TUR), Anton Makhlin (RUS) |
| 6. září 2013 14:30 | Report | Skóre po čtvrtinách: 17:13, 20:21, 22:15, 11:27 |         |                     |  | Dvorana Podmežakla, Jesenice Počet diváků: 2 320 Rozhodčí: Juan Arteaga (ESP), Emin Mogulkoc (TUR), Anton Makhlin (RUS) |
| 6. září 2013 14:30 | Report | Dubljević 16                                    | Body    | Teletović 18        |  | Dvorana Podmežakla, Jesenice Počet diváků: 2 320 Rozhodčí: Juan Arteaga (ESP), Emin Mogulkoc (TUR), Anton Makhlin (RUS) |
| 6. září 2013 14:30 | Report | Su. Sehović 14                                  | Dosk.   | Teletović 11        |  | Dvorana Podmežakla, Jesenice Počet diváků: 2 320 Rozhodčí: Juan Arteaga (ESP), Emin Mogulkoc (TUR), Anton Makhlin (RUS) |
| 6. září 2013 14:30 | Report | Rice 4                                          | Asist.  | Đedović 5           |  | Dvorana Podmežakla, Jesenice Počet diváků: 2 320 Rozhodčí: Juan Arteaga (ESP), Emin Mogulkoc (TUR), Anton Makhlin (RUS) |

| 6. září 2013 17:45 | Report | Lotyšsko                                        | 59 – 67 | Litva          |  | Dvorana Podmežakla, Jesenice Počet diváků: 3 000 Rozhodčí: Srđan Dozai (CRO), Robert Vyklický (CZE), Tomasz Trawicki (POL) |
| 6. září 2013 17:45 | Report | Skóre po čtvrtinách: 17:22, 14:17, 14:13, 14:15 |         |                |  | Dvorana Podmežakla, Jesenice Počet diváků: 3 000 Rozhodčí: Srđan Dozai (CRO), Robert Vyklický (CZE), Tomasz Trawicki (POL) |
| 6. září 2013 17:45 | Report | Kuksiks 13                                      | Body    | Valančiūnas 11 |  | Dvorana Podmežakla, Jesenice Počet diváků: 3 000 Rozhodčí: Srđan Dozai (CRO), Robert Vyklický (CZE), Tomasz Trawicki (POL) |
| 6. září 2013 17:45 | Report | Strēlnieks 6                                    | Dosk.   | Valančiūnas 10 |  | Dvorana Podmežakla, Jesenice Počet diváků: 3 000 Rozhodčí: Srđan Dozai (CRO), Robert Vyklický (CZE), Tomasz Trawicki (POL) |
| 6. září 2013 17:45 | Report | Strēlnieks 3                                    | Asist.  | Kalnietis 6    |  | Dvorana Podmežakla, Jesenice Počet diváků: 3 000 Rozhodčí: Srđan Dozai (CRO), Robert Vyklický (CZE), Tomasz Trawicki (POL) |

| 6. září 2013 21:00 | Report | Makedonie                                       | 89 – 79 | Srbsko     |  | Dvorana Podmežakla, Jesenice Počet diváků: 5 500 Rozhodčí: Guerrino Cerebuch (ITA), Apostolos Kalpakas (SWE), Sašo Petek (SLO) |
| 6. září 2013 21:00 | Report | Skóre po čtvrtinách: 29:17, 19:15, 22:13, 19:30 |         |            |  | Dvorana Podmežakla, Jesenice Počet diváků: 5 500 Rozhodčí: Guerrino Cerebuch (ITA), Apostolos Kalpakas (SWE), Sašo Petek (SLO) |
| 6. září 2013 21:00 | Report | McCalebb 27                                     | Body    | Anđusić 19 |  | Dvorana Podmežakla, Jesenice Počet diváků: 5 500 Rozhodčí: Guerrino Cerebuch (ITA), Apostolos Kalpakas (SWE), Sašo Petek (SLO) |
| 6. září 2013 21:00 | Report | Antić 14                                        | Dosk.   | Krstić 11  |  | Dvorana Podmežakla, Jesenice Počet diváků: 5 500 Rozhodčí: Guerrino Cerebuch (ITA), Apostolos Kalpakas (SWE), Sašo Petek (SLO) |
| 6. září 2013 21:00 | Report | Antić 3                                         | Asist.  | Marković 3 |  | Dvorana Podmežakla, Jesenice Počet diváků: 5 500 Rozhodčí: Guerrino Cerebuch (ITA), Apostolos Kalpakas (SWE), Sašo Petek (SLO) |

| 8. září 2013 14:30 | Report | Bosna a Hercegovina                             | 62 – 54 | Makedonie   |  | Dvorana Podmežakla, Jesenice Počet diváků: 4 700 Rozhodčí: Guerrino Cerebuch (ITA), Robert Vyklický (CZE), Apostolos Kalpakas (SWE) |
| 8. září 2013 14:30 | Report | Skóre po čtvrtinách: 16:15, 13:13, 12:17, 21:29 |         |             |  | Dvorana Podmežakla, Jesenice Počet diváků: 4 700 Rozhodčí: Guerrino Cerebuch (ITA), Robert Vyklický (CZE), Apostolos Kalpakas (SWE) |
| 8. září 2013 14:30 | Report | Teletović 22                                    | Body    | McCalebb 19 |  | Dvorana Podmežakla, Jesenice Počet diváků: 4 700 Rozhodčí: Guerrino Cerebuch (ITA), Robert Vyklický (CZE), Apostolos Kalpakas (SWE) |
| 8. září 2013 14:30 | Report | Wright 12                                       | Dosk.   | Antić 6     |  | Dvorana Podmežakla, Jesenice Počet diváků: 4 700 Rozhodčí: Guerrino Cerebuch (ITA), Robert Vyklický (CZE), Apostolos Kalpakas (SWE) |
| 8. září 2013 14:30 | Report | Đedović 6                                       | Asist.  | Ilievski 5  |  | Dvorana Podmežakla, Jesenice Počet diváků: 4 700 Rozhodčí: Guerrino Cerebuch (ITA), Robert Vyklický (CZE), Apostolos Kalpakas (SWE) |

| 8. září 2013 17:45 | Report | Srbsko                                          | 80 – 71 | Lotyšsko      |  | Dvorana Podmežakla, Jesenice Počet diváků: 3 200 Rozhodčí: Elias Koromilas (GRE), Emin Mogulkoc (TUR), Tomasz Trawicki (POL) |
| 8. září 2013 17:45 | Report | Skóre po čtvrtinách: 28:15, 10:13, 14:23, 22:18 |         |               |  | Dvorana Podmežakla, Jesenice Počet diváků: 3 200 Rozhodčí: Elias Koromilas (GRE), Emin Mogulkoc (TUR), Tomasz Trawicki (POL) |
| 8. září 2013 17:45 | Report | Nen. Krstić 25                                  | Body    | Janičenoks 18 |  | Dvorana Podmežakla, Jesenice Počet diváků: 3 200 Rozhodčí: Elias Koromilas (GRE), Emin Mogulkoc (TUR), Tomasz Trawicki (POL) |
| 8. září 2013 17:45 | Report | Kalinić 11                                      | Dosk.   | Bērziņš 9     |  | Dvorana Podmežakla, Jesenice Počet diváků: 3 200 Rozhodčí: Elias Koromilas (GRE), Emin Mogulkoc (TUR), Tomasz Trawicki (POL) |
| 8. září 2013 17:45 | Report | Nedović 4                                       | Asist.  | Blūms 3       |  | Dvorana Podmežakla, Jesenice Počet diváků: 3 200 Rozhodčí: Elias Koromilas (GRE), Emin Mogulkoc (TUR), Tomasz Trawicki (POL) |

| 8. září 2013 21:00 | Report | Litva                                                         | 77 – 70 | Černá Hora  | prodl. | Dvorana Podmežakla, Jesenice Počet diváků: 3 000 Rozhodčí: Juan Artega (ESP), Srđan Dozai (CRO), Anton Makhlin (RUS) |
| 8. září 2013 21:00 | Report | Skóre po čtvrtinách: 19:19, 13:15, 19:13, 12:16, Prodl.: 14:7 |         |             | prodl. | Dvorana Podmežakla, Jesenice Počet diváků: 3 000 Rozhodčí: Juan Artega (ESP), Srđan Dozai (CRO), Anton Makhlin (RUS) |
| 8. září 2013 21:00 | Report | K. Lavrinovič 24                                              | Body    | Rice 19     | prodl. | Dvorana Podmežakla, Jesenice Počet diváků: 3 000 Rozhodčí: Juan Artega (ESP), Srđan Dozai (CRO), Anton Makhlin (RUS) |
| 8. září 2013 21:00 | Report | Valančiūnas 10                                                | Dosk.   | Dubljević 6 | prodl. | Dvorana Podmežakla, Jesenice Počet diváků: 3 000 Rozhodčí: Juan Artega (ESP), Srđan Dozai (CRO), Anton Makhlin (RUS) |
| 8. září 2013 21:00 | Report | Kalnietis 7                                                   | Asist.  | Bjelica 3   | prodl. | Dvorana Podmežakla, Jesenice Počet diváků: 3 000 Rozhodčí: Juan Artega (ESP), Srđan Dozai (CRO), Anton Makhlin (RUS) |

| 9. září 2013 14:30 | Report | Lotyšsko                                        | 76 – 66 | Makedonie  |  | Dvorana Podmežakla, Jesenice Počet diváků: 2 170 Rozhodčí: Srđan Dozai (CRO), Apostolos Kalpakas (SWE), Emin Mogulkoc (TUR) |
| 9. září 2013 14:30 | Report | Skóre po čtvrtinách: 27:16, 22:20, 13:16, 14:14 |         |            |  | Dvorana Podmežakla, Jesenice Počet diváků: 2 170 Rozhodčí: Srđan Dozai (CRO), Apostolos Kalpakas (SWE), Emin Mogulkoc (TUR) |
| 9. září 2013 14:30 | Report | Bērziņš, Janičenoks 15                          | Body    | Antić 16   |  | Dvorana Podmežakla, Jesenice Počet diváků: 2 170 Rozhodčí: Srđan Dozai (CRO), Apostolos Kalpakas (SWE), Emin Mogulkoc (TUR) |
| 9. září 2013 14:30 | Report | Bērziņš, Meiers 9                               | Dosk.   | Antić 5    |  | Dvorana Podmežakla, Jesenice Počet diváků: 2 170 Rozhodčí: Srđan Dozai (CRO), Apostolos Kalpakas (SWE), Emin Mogulkoc (TUR) |
| 9. září 2013 14:30 | Report | Janičenoks 5                                    | Asist.  | Ilievski 3 |  | Dvorana Podmežakla, Jesenice Počet diváků: 2 170 Rozhodčí: Srđan Dozai (CRO), Apostolos Kalpakas (SWE), Emin Mogulkoc (TUR) |

| 9. září 2013 17:45 | Boxscore | Litva                                           | 72 – 78 | Bosna a Hercegovina |  | Dvorana Podmežakla, Jesenice Počet diváků: 3 170 Rozhodčí: Elias Koromilas (GRE), Tomasz Trawicki (POL), Anton Makhlin (RUS) |
| 9. září 2013 17:45 | Boxscore | Skóre po čtvrtinách: 18:18, 12:13, 22:26, 20:21 |         |                     |  | Dvorana Podmežakla, Jesenice Počet diváků: 3 170 Rozhodčí: Elias Koromilas (GRE), Tomasz Trawicki (POL), Anton Makhlin (RUS) |
| 9. září 2013 17:45 | Boxscore | Kleiza 20                                       | Body    | Teletović 31        |  | Dvorana Podmežakla, Jesenice Počet diváků: 3 170 Rozhodčí: Elias Koromilas (GRE), Tomasz Trawicki (POL), Anton Makhlin (RUS) |
| 9. září 2013 17:45 | Boxscore | Kleiza 10                                       | Dosk.   | Teletović 7         |  | Dvorana Podmežakla, Jesenice Počet diváků: 3 170 Rozhodčí: Elias Koromilas (GRE), Tomasz Trawicki (POL), Anton Makhlin (RUS) |
| 9. září 2013 17:45 | Boxscore | Kalnietis 6                                     | Asist.  | Gordić 5            |  | Dvorana Podmežakla, Jesenice Počet diváků: 3 170 Rozhodčí: Elias Koromilas (GRE), Tomasz Trawicki (POL), Anton Makhlin (RUS) |

| 9. září 2013 21:00 | Report | Černá Hora                                      | 83 – 76 | Srbsko       |  | Dvorana Podmežakla, Jesenice Počet diváků: 4 200 Rozhodčí: Juan Arteaga (ESP), Guerrino Cerebuch (ITA), Sašo Petek (SLO) |
| 9. září 2013 21:00 | Report | Skóre po čtvrtinách: 19:25, 15:12, 20:21, 29:18 |         |              |  | Dvorana Podmežakla, Jesenice Počet diváků: 4 200 Rozhodčí: Juan Arteaga (ESP), Guerrino Cerebuch (ITA), Sašo Petek (SLO) |
| 9. září 2013 21:00 | Report | Rice 12                                         | Body    | Katić 19     |  | Dvorana Podmežakla, Jesenice Počet diváků: 4 200 Rozhodčí: Juan Arteaga (ESP), Guerrino Cerebuch (ITA), Sašo Petek (SLO) |
| 9. září 2013 21:00 | Report | Vučević 6                                       | Dosk.   | Gagić 6      |  | Dvorana Podmežakla, Jesenice Počet diváků: 4 200 Rozhodčí: Juan Arteaga (ESP), Guerrino Cerebuch (ITA), Sašo Petek (SLO) |
| 9. září 2013 21:00 | Report | Popović 6                                       | Asist.  | Bogdanović 4 |  | Dvorana Podmežakla, Jesenice Počet diváků: 4 200 Rozhodčí: Juan Arteaga (ESP), Guerrino Cerebuch (ITA), Sašo Petek (SLO) |

#### Skupina C
|    |            | Španělsko | Chorvatsko | Slovinsko | Česko | Gruzie | Polsko | V | P | Skóre   | B |
| 1. | Španělsko  | ***       | 68:40      | 69:78     | 60:39 | 83:59  | 89:53  | 4 | 1 | 369:269 | 9 |
| 2. | Chorvatsko | 40:68     | ***        | 76:74p    | 70:53 | 77:76  | 74:70  | 4 | 1 | 337:341 | 9 |
| 3. | Slovinsko  | 78:69     | 74:76p     | ***       | 62:60 | 72:68  | 61:71  | 3 | 2 | 347:344 | 8 |
| 4. | Česko      | 39:60     | 53:70      | 60:62     | ***   | 95:79  | 69:68  | 2 | 3 | 316:339 | 7 |
| 5. | Gruzie     | 59:83     | 76:77      | 68:72     | 79:95 | ***    | 84:67  | 1 | 4 | 366:394 | 6 |
| 6. | Polsko     | 53:89     | 70:74      | 71:61     | 68:69 | 67:84  | ***    | 1 | 4 | 329:377 | 6 |

| 4. září 2013 14:30 | Report | Gruzie                                         | 84 – 67 | Polsko     |  | Zlatorog Arena, Celje Počet diváků: 850 Rozhodčí: Milivoje Jovčić (SRB), Fernando Rocha (POR), Chris Dodds (SCO) |
| 4. září 2013 14:30 | Report | Skóre po čtvrtinách: 20:14, 19:8, 16:15, 29:30 |         |            |  | Zlatorog Arena, Celje Počet diváků: 850 Rozhodčí: Milivoje Jovčić (SRB), Fernando Rocha (POR), Chris Dodds (SCO) |
| 4. září 2013 14:30 | Report | Sanikidze 23                                   | Body    | Gortat 12  |  | Zlatorog Arena, Celje Počet diváků: 850 Rozhodčí: Milivoje Jovčić (SRB), Fernando Rocha (POR), Chris Dodds (SCO) |
| 4. září 2013 14:30 | Report | Tsintsadze 7                                   | Dosk.   | Gortat 8   |  | Zlatorog Arena, Celje Počet diváků: 850 Rozhodčí: Milivoje Jovčić (SRB), Fernando Rocha (POR), Chris Dodds (SCO) |
| 4. září 2013 14:30 | Report | Shermadini 9                                   | Asist.  | Koszarek 7 |  | Zlatorog Arena, Celje Počet diváků: 850 Rozhodčí: Milivoje Jovčić (SRB), Fernando Rocha (POR), Chris Dodds (SCO) |

| 4. září 2013 17:45 | Report | Španělsko                                    | 68 – 40 | Chorvatsko         |  | Zlatorog Arena, Celje Počet diváků: 3 430 Rozhodčí: Olegs Latiševs (LAT), Petar Obradović (BIH), Gentian Cici (ALB) |
| 4. září 2013 17:45 | Report | Skóre po čtvrtinách: 24:9, 9:11, 16:17, 19:3 |         |                    |  | Zlatorog Arena, Celje Počet diváků: 3 430 Rozhodčí: Olegs Latiševs (LAT), Petar Obradović (BIH), Gentian Cici (ALB) |
| 4. září 2013 17:45 | Report | Fernández 15                                 | Body    | Bogdanović 12      |  | Zlatorog Arena, Celje Počet diváků: 3 430 Rozhodčí: Olegs Latiševs (LAT), Petar Obradović (BIH), Gentian Cici (ALB) |
| 4. září 2013 17:45 | Report | Rubio 7                                      | Dosk.   | Ukić, Bogdanović 7 |  | Zlatorog Arena, Celje Počet diváků: 3 430 Rozhodčí: Olegs Latiševs (LAT), Petar Obradović (BIH), Gentian Cici (ALB) |
| 4. září 2013 17:45 | Report | Gasol 11                                     | Asist.  | Draper 2           |  | Zlatorog Arena, Celje Počet diváků: 3 430 Rozhodčí: Olegs Latiševs (LAT), Petar Obradović (BIH), Gentian Cici (ALB) |

| 4. září 2013 21:00 | Report | Česko                                           | 60 – 62 | Slovinsko        |  | Zlatorog Arena, Celje Počet diváků: 4 650 Rozhodčí: Borys Ryzhyk (UKR), Omer Esteron (ISR), Aleksandar Milojević (MKD) |
| 4. září 2013 21:00 | Report | Skóre po čtvrtinách: 19:21, 13:15, 14:15, 14:11 |         |                  |  | Zlatorog Arena, Celje Počet diváků: 4 650 Rozhodčí: Borys Ryzhyk (UKR), Omer Esteron (ISR), Aleksandar Milojević (MKD) |
| 4. září 2013 21:00 | Report | Veselý 17                                       | Body    | Balažič 11       |  | Zlatorog Arena, Celje Počet diváků: 4 650 Rozhodčí: Borys Ryzhyk (UKR), Omer Esteron (ISR), Aleksandar Milojević (MKD) |
| 4. září 2013 21:00 | Report | Veselý 7                                        | Dosk.   | Balažič, Begić 8 |  | Zlatorog Arena, Celje Počet diváků: 4 650 Rozhodčí: Borys Ryzhyk (UKR), Omer Esteron (ISR), Aleksandar Milojević (MKD) |
| 4. září 2013 21:00 | Report | Welsch 5                                        | Asist.  | Dragić 9         |  | Zlatorog Arena, Celje Počet diváků: 4 650 Rozhodčí: Borys Ryzhyk (UKR), Omer Esteron (ISR), Aleksandar Milojević (MKD) |

| 5. září 2013 14:30 | Report | Chorvatsko                                      | 77 – 76 | Gruzie        |  | Zlatorog Arena, Celje Počet diváků: 1 000 Rozhodčí: Borys Ryzhyk (UKR), Olegs Latiševs (LAT), Aleksandar Milojević (MKD) |
| 5. září 2013 14:30 | Report | Skóre po čtvrtinách: 17:15, 18:19, 15:18, 27:24 |         |               |  | Zlatorog Arena, Celje Počet diváků: 1 000 Rozhodčí: Borys Ryzhyk (UKR), Olegs Latiševs (LAT), Aleksandar Milojević (MKD) |
| 5. září 2013 14:30 | Report | Draper 16                                       | Body    | Tsintsadze 25 |  | Zlatorog Arena, Celje Počet diváků: 1 000 Rozhodčí: Borys Ryzhyk (UKR), Olegs Latiševs (LAT), Aleksandar Milojević (MKD) |
| 5. září 2013 14:30 | Report | Tomić 7                                         | Dosk.   | Shermadini 9  |  | Zlatorog Arena, Celje Počet diváků: 1 000 Rozhodčí: Borys Ryzhyk (UKR), Olegs Latiševs (LAT), Aleksandar Milojević (MKD) |
| 5. září 2013 14:30 | Report | Simon 6                                         | Asist.  | Tsintsadze 4  |  | Zlatorog Arena, Celje Počet diváků: 1 000 Rozhodčí: Borys Ryzhyk (UKR), Olegs Latiševs (LAT), Aleksandar Milojević (MKD) |

| 5. září 2013 17:45 | Report | Polsko                                          | 68 – 69 | Česko     |  | Zlatorog Arena, Celje Počet diváků: 1 320 Rozhodčí: Petar Obradović (BIH), Gentian Cici (ALB), Chris Dodds (SCO) |
| 5. září 2013 17:45 | Report | Skóre po čtvrtinách: 25:12, 13:22, 11:16, 19:19 |         |           |  | Zlatorog Arena, Celje Počet diváků: 1 320 Rozhodčí: Petar Obradović (BIH), Gentian Cici (ALB), Chris Dodds (SCO) |
| 5. září 2013 17:45 | Report | Ignerski 17                                     | Body    | Veselý 23 |  | Zlatorog Arena, Celje Počet diváků: 1 320 Rozhodčí: Petar Obradović (BIH), Gentian Cici (ALB), Chris Dodds (SCO) |
| 5. září 2013 17:45 | Report | Koszarek 5                                      | Dosk.   | Veselý 14 |  | Zlatorog Arena, Celje Počet diváků: 1 320 Rozhodčí: Petar Obradović (BIH), Gentian Cici (ALB), Chris Dodds (SCO) |
| 5. září 2013 17:45 | Report | Gortat 9                                        | Asist.  | Welsch 7  |  | Zlatorog Arena, Celje Počet diváků: 1 320 Rozhodčí: Petar Obradović (BIH), Gentian Cici (ALB), Chris Dodds (SCO) |

| 5. září 2013 21:00 | Report | Slovinsko                                      | 78 – 69 | Španělsko |  | Zlatorog Arena, Celje Počet diváků: 5 200 Rozhodčí: Fernando Rocha (POR), Milivoje Jovcic (SRB), Jurgis Laurinavicius (LTU) |
| 5. září 2013 21:00 | Report | Skóre po čtvrtinách: 9:14, 16:19, 27:18, 26:18 |         |           |  | Zlatorog Arena, Celje Počet diváků: 5 200 Rozhodčí: Fernando Rocha (POR), Milivoje Jovcic (SRB), Jurgis Laurinavicius (LTU) |
| 5. září 2013 21:00 | Report | Dragic 18                                      | Body    | Gasol 17  |  | Zlatorog Arena, Celje Počet diváků: 5 200 Rozhodčí: Fernando Rocha (POR), Milivoje Jovcic (SRB), Jurgis Laurinavicius (LTU) |
| 5. září 2013 21:00 | Report | Dragic 6                                       | Dosk.   | Gasol 7   |  | Zlatorog Arena, Celje Počet diváků: 5 200 Rozhodčí: Fernando Rocha (POR), Milivoje Jovcic (SRB), Jurgis Laurinavicius (LTU) |
| 5. září 2013 21:00 | Report | Dragic 7                                       | Asist.  | Llull 5   |  | Zlatorog Arena, Celje Počet diváků: 5 200 Rozhodčí: Fernando Rocha (POR), Milivoje Jovcic (SRB), Jurgis Laurinavicius (LTU) |

| 7. září 2013 14:30 | Report | Španělsko                                     | 60 – 39 | Česko             |  | Zlatorog Arena, Celje Počet diváků: 2 150 Rozhodčí: Borys Ryzhyk (UKR), Fernando Rocha (POR), Aleksandar Milojević (MKD) |
| 7. září 2013 14:30 | Report | Skóre po čtvrtinách: 18:7, 15:18, 14:12, 13:2 |         |                   |  | Zlatorog Arena, Celje Počet diváků: 2 150 Rozhodčí: Borys Ryzhyk (UKR), Fernando Rocha (POR), Aleksandar Milojević (MKD) |
| 7. září 2013 14:30 | Report | Fernández 14                                  | Body    | Pumprla, Veselý 7 |  | Zlatorog Arena, Celje Počet diváků: 2 150 Rozhodčí: Borys Ryzhyk (UKR), Fernando Rocha (POR), Aleksandar Milojević (MKD) |
| 7. září 2013 14:30 | Report | Calderón 4                                    | Dosk.   | Veselý 14         |  | Zlatorog Arena, Celje Počet diváků: 2 150 Rozhodčí: Borys Ryzhyk (UKR), Fernando Rocha (POR), Aleksandar Milojević (MKD) |
| 7. září 2013 14:30 | Report | Gasol 10                                      | Asist.  | 3 hráči 2         |  | Zlatorog Arena, Celje Počet diváků: 2 150 Rozhodčí: Borys Ryzhyk (UKR), Fernando Rocha (POR), Aleksandar Milojević (MKD) |

| 7. září 2013 17:45 | Report | Chorvatsko                                      | 74 – 70 | Polsko      |  | Zlatorog Arena, Celje Počet diváků: 3 500 Rozhodčí: Milivoje Jovčić (SRB), Jurgis Laurinavičius (LTU), Omer Esteron (ISR) |
| 7. září 2013 17:45 | Report | Skóre po čtvrtinách: 24:12, 17:20, 21:17, 12:21 |         |             |  | Zlatorog Arena, Celje Počet diváků: 3 500 Rozhodčí: Milivoje Jovčić (SRB), Jurgis Laurinavičius (LTU), Omer Esteron (ISR) |
| 7. září 2013 17:45 | Report | Bogdanović 23                                   | Body    | Ignerski 22 |  | Zlatorog Arena, Celje Počet diváků: 3 500 Rozhodčí: Milivoje Jovčić (SRB), Jurgis Laurinavičius (LTU), Omer Esteron (ISR) |
| 7. září 2013 17:45 | Report | Tomić 9                                         | Dosk.   | Ignerski 12 |  | Zlatorog Arena, Celje Počet diváků: 3 500 Rozhodčí: Milivoje Jovčić (SRB), Jurgis Laurinavičius (LTU), Omer Esteron (ISR) |
| 7. září 2013 17:45 | Report | Ukić, Simon 6                                   | Asist.  | Koszarek 6  |  | Zlatorog Arena, Celje Počet diváků: 3 500 Rozhodčí: Milivoje Jovčić (SRB), Jurgis Laurinavičius (LTU), Omer Esteron (ISR) |

| 7. září 2013 21:00 | Report | Gruzie                                          | 68 – 72 | Slovinsko   |  | Zlatorog Arena, Celje Počet diváků: 4 580 Rozhodčí: Olegs Latisevs (LAT), Petar Obradović (BIH), Chris Dodds (SCO) |
| 7. září 2013 21:00 | Report | Skóre po čtvrtinách: 19:13, 13:31, 14:10, 22:18 |         |             |  | Zlatorog Arena, Celje Počet diváků: 4 580 Rozhodčí: Olegs Latisevs (LAT), Petar Obradović (BIH), Chris Dodds (SCO) |
| 7. září 2013 21:00 | Report | Hickman 19                                      | Body    | Lorbek 18   |  | Zlatorog Arena, Celje Počet diváků: 4 580 Rozhodčí: Olegs Latisevs (LAT), Petar Obradović (BIH), Chris Dodds (SCO) |
| 7. září 2013 21:00 | Report | Sanikidze 13                                    | Dosk.   | Nachbar 9   |  | Zlatorog Arena, Celje Počet diváků: 4 580 Rozhodčí: Olegs Latisevs (LAT), Petar Obradović (BIH), Chris Dodds (SCO) |
| 7. září 2013 21:00 | Report | Tsintsadze 6                                    | Asist.  | G. Dragić 4 |  | Zlatorog Arena, Celje Počet diváků: 4 580 Rozhodčí: Olegs Latisevs (LAT), Petar Obradović (BIH), Chris Dodds (SCO) |

| 8. září 2013 14:30 | Report | Polsko                                        | 53 – 89 | Španělsko       |  | Zlatorog Arena, Celje Počet diváků: 2 200 Rozhodčí: Olegs Latisevs (LAT), Petar Obradović (BIH), Chris Dodds (SCO) |
| 8. září 2013 14:30 | Report | Skóre po čtvrtinách: 5:25, 8:24, 17:27, 23:13 |         |                 |  | Zlatorog Arena, Celje Počet diváků: 2 200 Rozhodčí: Olegs Latisevs (LAT), Petar Obradović (BIH), Chris Dodds (SCO) |
| 8. září 2013 14:30 | Report | Zamojski 11                                   | Body    | Gasol, Rubio 15 |  | Zlatorog Arena, Celje Počet diváků: 2 200 Rozhodčí: Olegs Latisevs (LAT), Petar Obradović (BIH), Chris Dodds (SCO) |
| 8. září 2013 14:30 | Report | 3 hráči 6                                     | Dosk.   | Gasol 6         |  | Zlatorog Arena, Celje Počet diváků: 2 200 Rozhodčí: Olegs Latisevs (LAT), Petar Obradović (BIH), Chris Dodds (SCO) |
| 8. září 2013 14:30 | Report | 3 hráči 2                                     | Asist.  | Rubio 5         |  | Zlatorog Arena, Celje Počet diváků: 2 200 Rozhodčí: Olegs Latisevs (LAT), Petar Obradović (BIH), Chris Dodds (SCO) |

| 8. září 2013 17:45 | Report | Česko                                           | 95 – 79 | Gruzie                      |  | Zlatorog Arena, Celje Počet diváků: 1 290 Rozhodčí: Milivoje Jovčić (SRB), Jurgis Laurinavičius (LTU), Gentian Cici (ALB) |
| 8. září 2013 17:45 | Report | Skóre po čtvrtinách: 26:15, 28:20, 21:19, 20:25 |         |                             |  | Zlatorog Arena, Celje Počet diváků: 1 290 Rozhodčí: Milivoje Jovčić (SRB), Jurgis Laurinavičius (LTU), Gentian Cici (ALB) |
| 8. září 2013 17:45 | Report | Veselý 27                                       | Body    | Tsintsadze, Markoishvili 20 |  | Zlatorog Arena, Celje Počet diváků: 1 290 Rozhodčí: Milivoje Jovčić (SRB), Jurgis Laurinavičius (LTU), Gentian Cici (ALB) |
| 8. září 2013 17:45 | Report | Veselý 10                                       | Dosk.   | Shermadini 9                |  | Zlatorog Arena, Celje Počet diváků: 1 290 Rozhodčí: Milivoje Jovčić (SRB), Jurgis Laurinavičius (LTU), Gentian Cici (ALB) |
| 8. září 2013 17:45 | Report | Satoranský 7                                    | Asist.  | Tsintsadze 6                |  | Zlatorog Arena, Celje Počet diváků: 1 290 Rozhodčí: Milivoje Jovčić (SRB), Jurgis Laurinavičius (LTU), Gentian Cici (ALB) |

| 8. září 2013 21:00 | Report | Slovinsko                                                    | 74 – 76 | Chorvatsko    | prodl. | Zlatorog Arena, Celje Počet diváků: 4 640 Rozhodčí: Fernando Rocha (POR), Borys Ryzhyk (UKR), Aleksandar Milojević (MKD) |
| 8. září 2013 21:00 | Report | Skóre po čtvrtinách: 20:17, 21:18, 16:20, 8:10, Prodl.: 9:11 |         |               | prodl. | Zlatorog Arena, Celje Počet diváků: 4 640 Rozhodčí: Fernando Rocha (POR), Borys Ryzhyk (UKR), Aleksandar Milojević (MKD) |
| 8. září 2013 21:00 | Report | G. Dragić 23                                                 | Body    | Bogdanović 24 | prodl. | Zlatorog Arena, Celje Počet diváků: 4 640 Rozhodčí: Fernando Rocha (POR), Borys Ryzhyk (UKR), Aleksandar Milojević (MKD) |
| 8. září 2013 21:00 | Report | 3 hráči 8                                                    | Dosk.   | Tomić 15      | prodl. | Zlatorog Arena, Celje Počet diváků: 4 640 Rozhodčí: Fernando Rocha (POR), Borys Ryzhyk (UKR), Aleksandar Milojević (MKD) |
| 8. září 2013 21:00 | Report | G. Dragić 5                                                  | Asist.  | 3 hráči 3     | prodl. | Zlatorog Arena, Celje Počet diváků: 4 640 Rozhodčí: Fernando Rocha (POR), Borys Ryzhyk (UKR), Aleksandar Milojević (MKD) |

| 9. září 2013 14:30 | Report | Gruzie                                          | 59 – 83 | Španělsko          |  | Zlatorog Arena, Celje Počet diváků: 2 490 Rozhodčí: Borys Ryzhyk (UKR), Aleksandar Milojević (MKD), Omer Esteron (ISR) |
| 9. září 2013 14:30 | Report | Skóre po čtvrtinách: 17:17, 12:24, 10:21, 20:21 |         |                    |  | Zlatorog Arena, Celje Počet diváků: 2 490 Rozhodčí: Borys Ryzhyk (UKR), Aleksandar Milojević (MKD), Omer Esteron (ISR) |
| 9. září 2013 14:30 | Report | Shermadini 10                                   | Body    | Rubio 16           |  | Zlatorog Arena, Celje Počet diváků: 2 490 Rozhodčí: Borys Ryzhyk (UKR), Aleksandar Milojević (MKD), Omer Esteron (ISR) |
| 9. září 2013 14:30 | Report | Hickman, Lezhava 5                              | Dosk.   | Gasol, Rey 8       |  | Zlatorog Arena, Celje Počet diváků: 2 490 Rozhodčí: Borys Ryzhyk (UKR), Aleksandar Milojević (MKD), Omer Esteron (ISR) |
| 9. září 2013 14:30 | Report | Tsintsadze 5                                    | Asist.  | Gasol, Rodríguez 4 |  | Zlatorog Arena, Celje Počet diváků: 2 490 Rozhodčí: Borys Ryzhyk (UKR), Aleksandar Milojević (MKD), Omer Esteron (ISR) |

| 9. září 2013 17:45 | Report | Chorvatsko                                     | 70 – 53 | Česko        |  | Zlatorog Arena, Celje Počet diváků: 2 910 Rozhodčí: Fernando Rocha (POR), Oļegs Latiševs (LAT), Petar Obradović (BIH) |
| 9. září 2013 17:45 | Report | Skóre po čtvrtinách: 16:17, 16:16, 15:9, 23:11 |         |              |  | Zlatorog Arena, Celje Počet diváků: 2 910 Rozhodčí: Fernando Rocha (POR), Oļegs Latiševs (LAT), Petar Obradović (BIH) |
| 9. září 2013 17:45 | Report | Tomić 12                                       | Body    | Pumprla 19   |  | Zlatorog Arena, Celje Počet diváků: 2 910 Rozhodčí: Fernando Rocha (POR), Oļegs Latiševs (LAT), Petar Obradović (BIH) |
| 9. září 2013 17:45 | Report | Tomić 9                                        | Dosk.   | Veselý 11    |  | Zlatorog Arena, Celje Počet diváků: 2 910 Rozhodčí: Fernando Rocha (POR), Oļegs Latiševs (LAT), Petar Obradović (BIH) |
| 9. září 2013 17:45 | Report | 3 hráči 2                                      | Asist.  | Satoranský 8 |  | Zlatorog Arena, Celje Počet diváků: 2 910 Rozhodčí: Fernando Rocha (POR), Oļegs Latiševs (LAT), Petar Obradović (BIH) |

| 9. září 2013 21:00 | Report | Slovinsko                                       | 61 – 71 | Polsko     |  | Zlatorog Arena, Celje Počet diváků: 4 590 Rozhodčí: Milivoje Jovčić (SRB), Jurgis Laurinavičius (LTU), Gentian Cici (ALB) |
| 9. září 2013 21:00 | Report | Skóre po čtvrtinách: 17:19, 11:17, 14:17, 19:18 |         |            |  | Zlatorog Arena, Celje Počet diváků: 4 590 Rozhodčí: Milivoje Jovčić (SRB), Jurgis Laurinavičius (LTU), Gentian Cici (ALB) |
| 9. září 2013 21:00 | Report | Lorbek 13                                       | Body    | Kelati 21  |  | Zlatorog Arena, Celje Počet diváků: 4 590 Rozhodčí: Milivoje Jovčić (SRB), Jurgis Laurinavičius (LTU), Gentian Cici (ALB) |
| 9. září 2013 21:00 | Report | Begić 7                                         | Dosk.   | Gortat 12  |  | Zlatorog Arena, Celje Počet diváků: 4 590 Rozhodčí: Milivoje Jovčić (SRB), Jurgis Laurinavičius (LTU), Gentian Cici (ALB) |
| 9. září 2013 21:00 | Report | Joksimović 5                                    | Asist.  | Koszarek 8 |  | Zlatorog Arena, Celje Počet diváků: 4 590 Rozhodčí: Milivoje Jovčić (SRB), Jurgis Laurinavičius (LTU), Gentian Cici (ALB) |

#### Skupina D
|    |         | Itálie | Finsko | Řecko | Švédsko | Turecko | Rusko  | V | P | Skóre   | B  |
| 1. | Itálie  | ***    | 62:44  | 81:72 | 82:79   | 90:75   | 76:69  | 5 | 0 | 391:339 | 10 |
| 2. | Finsko  | 44:62  | ***    | 86:77 | 81:60   | 61:55   | 86:83p | 4 | 1 | 258:337 | 9  |
| 3. | Řecko   | 72:81  | 77:86  | ***   | 79:51   | 84:61   | 80:71  | 3 | 2 | 392:250 | 8  |
| 4. | Švédsko | 79:82  | 60:81  | 51:79 | ***     | 74:87   | 81:62  | 1 | 4 | 345:391 | 6  |
| 5. | Turecko | 75:90  | 55:61  | 61:84 | 87:74   | ***     | 77:89  | 1 | 4 | 355:398 | 6  |
| 6. | Rusko   | 69:76  | 83:86p | 71:80 | 62:81   | 89:77   | ***    | 1 | 4 | 374:400 | 6  |

| 4. září 2013 14:30 | Report | Turecko                                        | 55 – 61 | Finsko           |  | Bonifika Hall, Koper Počet diváků: 1900 Rozhodčí: Ilija Belosevic (SRB), Joseph Bissang (FRA), Sergiy Zashchuk (UKR) |
| 4. září 2013 14:30 | Report | Skóre po čtvrtinách: 8:10, 11:22, 19:17, 17:12 |         |                  |  | Bonifika Hall, Koper Počet diváků: 1900 Rozhodčí: Ilija Belosevic (SRB), Joseph Bissang (FRA), Sergiy Zashchuk (UKR) |
| 4. září 2013 14:30 | Report | Arslan 12                                      | Body    | Koponen Salin 12 |  | Bonifika Hall, Koper Počet diváků: 1900 Rozhodčí: Ilija Belosevic (SRB), Joseph Bissang (FRA), Sergiy Zashchuk (UKR) |
| 4. září 2013 14:30 | Report | Gönlüm 7                                       | Dosk.   | Koponen 9        |  | Bonifika Hall, Koper Počet diváků: 1900 Rozhodčí: Ilija Belosevic (SRB), Joseph Bissang (FRA), Sergiy Zashchuk (UKR) |
| 4. září 2013 14:30 | Report | Arslan 5                                       | Asist.  | 3 players tied 3 |  | Bonifika Hall, Koper Počet diváků: 1900 Rozhodčí: Ilija Belosevic (SRB), Joseph Bissang (FRA), Sergiy Zashchuk (UKR) |

| 4. září 2013 17:45 | Report | Švédsko                                        | 51 – 79 | Řecko            |  | Bonifika Hall, Koper Počet diváků: 1300 Rozhodčí: Juris Kokainis (LAT), Ademir Zurapovic (BIH), Renaud Geller (BEL) |
| 4. září 2013 17:45 | Report | Skóre po čtvrtinách: 13:15, 8:24, 14:20, 16:20 |         |                  |  | Bonifika Hall, Koper Počet diváků: 1300 Rozhodčí: Juris Kokainis (LAT), Ademir Zurapovic (BIH), Renaud Geller (BEL) |
| 4. září 2013 17:45 | Report | Taylor 16                                      | Body    | Spanoulis 13     |  | Bonifika Hall, Koper Počet diváků: 1300 Rozhodčí: Juris Kokainis (LAT), Ademir Zurapovic (BIH), Renaud Geller (BEL) |
| 4. září 2013 17:45 | Report | Kjellbom 5                                     | Dosk.   | Mavrokefalidis 9 |  | Bonifika Hall, Koper Počet diváků: 1300 Rozhodčí: Juris Kokainis (LAT), Ademir Zurapovic (BIH), Renaud Geller (BEL) |
| 4. září 2013 17:45 | Report | 3 players tied with 2                          | Asist.  | Kaimakoglou 3    |  | Bonifika Hall, Koper Počet diváků: 1300 Rozhodčí: Juris Kokainis (LAT), Ademir Zurapovic (BIH), Renaud Geller (BEL) |

| 4. září 2013 21:00 | Report | Rusko                                           | 69 – 76 | Itálie      |  | Bonifika Hall, Koper Počet diváků: 3700 Rozhodčí: Robert Lottermoser (GER), Seffi Shemmesh (ISR), Igor Dragojevic (MNE) |
| 4. září 2013 21:00 | Report | Skóre po čtvrtinách: 18:25, 11:17, 13:14, 27:20 |         |             |  | Bonifika Hall, Koper Počet diváků: 3700 Rozhodčí: Robert Lottermoser (GER), Seffi Shemmesh (ISR), Igor Dragojevic (MNE) |
| 4. září 2013 21:00 | Report | Shved 17                                        | Body    | Datome 25   |  | Bonifika Hall, Koper Počet diváků: 3700 Rozhodčí: Robert Lottermoser (GER), Seffi Shemmesh (ISR), Igor Dragojevic (MNE) |
| 4. září 2013 21:00 | Report | Monya 5                                         | Dosk.   | Cusin 9     |  | Bonifika Hall, Koper Počet diváků: 3700 Rozhodčí: Robert Lottermoser (GER), Seffi Shemmesh (ISR), Igor Dragojevic (MNE) |
| 4. září 2013 21:00 | Report | Shved 5                                         | Asist.  | Belinelli 5 |  | Bonifika Hall, Koper Počet diváků: 3700 Rozhodčí: Robert Lottermoser (GER), Seffi Shemmesh (ISR), Igor Dragojevic (MNE) |

| 5. září 2013 14:30 | Report | Finsko                                         | 81 – 60 | Švédsko   |  | Bonifika Hall, Koper Počet diváků: 1960 Rozhodčí: Robert Lottermoser (GER), Sergiy Zashchuk (UKR), Igor Dragojevic (MNE) |
| 5. září 2013 14:30 | Report | Skóre po čtvrtinách: 27:27, 21:4, 19:15, 14:14 |         |           |  | Bonifika Hall, Koper Počet diváků: 1960 Rozhodčí: Robert Lottermoser (GER), Sergiy Zashchuk (UKR), Igor Dragojevic (MNE) |
| 5. září 2013 14:30 | Report | Lee 14                                         | Body    | Taylor 19 |  | Bonifika Hall, Koper Počet diváků: 1960 Rozhodčí: Robert Lottermoser (GER), Sergiy Zashchuk (UKR), Igor Dragojevic (MNE) |
| 5. září 2013 14:30 | Report | Kotti 8                                        | Dosk.   | Taylor 6  |  | Bonifika Hall, Koper Počet diváků: 1960 Rozhodčí: Robert Lottermoser (GER), Sergiy Zashchuk (UKR), Igor Dragojevic (MNE) |
| 5. září 2013 14:30 | Report | Koponen 6                                      | Asist.  | Jerebko 4 |  | Bonifika Hall, Koper Počet diváků: 1960 Rozhodčí: Robert Lottermoser (GER), Sergiy Zashchuk (UKR), Igor Dragojevic (MNE) |

| 5. září 2013 17:45 | Report | Itálie                                          | 90 – 75 | Turecko           |  | Bonifika Hall, Koper Počet diváků: 3000 Rozhodčí: Ademir Zurapovic (BIH), Juris Kokainis (LAT), Renaud Geller (BEL) |
| 5. září 2013 17:45 | Report | Skóre po čtvrtinách: 22:19, 22:15, 30:23, 16:18 |         |                   |  | Bonifika Hall, Koper Počet diváků: 3000 Rozhodčí: Ademir Zurapovic (BIH), Juris Kokainis (LAT), Renaud Geller (BEL) |
| 5. září 2013 17:45 | Report | Aradori 23                                      | Body    | Aşık, Türkoğlu 12 |  | Bonifika Hall, Koper Počet diváků: 3000 Rozhodčí: Ademir Zurapovic (BIH), Juris Kokainis (LAT), Renaud Geller (BEL) |
| 5. září 2013 17:45 | Report | Melli 10                                        | Dosk.   | Preldzic 8        |  | Bonifika Hall, Koper Počet diváků: 3000 Rozhodčí: Ademir Zurapovic (BIH), Juris Kokainis (LAT), Renaud Geller (BEL) |
| 5. září 2013 17:45 | Report | Diener 4                                        | Asist.  | 3 hráči 4         |  | Bonifika Hall, Koper Počet diváků: 3000 Rozhodčí: Ademir Zurapovic (BIH), Juris Kokainis (LAT), Renaud Geller (BEL) |

| 5. září 2013 21:00 | Report | Řecko                                           | 80 – 71 | Rusko     |  | Bonifika Hall, Koper Počet diváků: 2500 Rozhodčí: Ilija Belosevic (SRB), Marius Ciulin (ROU), Joseph Bissang (FRA) |
| 5. září 2013 21:00 | Report | Skóre po čtvrtinách: 16:21, 25:13, 21:13, 18:24 |         |           |  | Bonifika Hall, Koper Počet diváků: 2500 Rozhodčí: Ilija Belosevic (SRB), Marius Ciulin (ROU), Joseph Bissang (FRA) |
| 5. září 2013 21:00 | Report | Spanoulis, Kaimakoglou 11                       | Body    | Shved 17  |  | Bonifika Hall, Koper Počet diváků: 2500 Rozhodčí: Ilija Belosevic (SRB), Marius Ciulin (ROU), Joseph Bissang (FRA) |
| 5. září 2013 21:00 | Report | Bourousis, Mavrokefalidis 6                     | Dosk.   | Karasev 7 |  | Bonifika Hall, Koper Počet diváků: 2500 Rozhodčí: Ilija Belosevic (SRB), Marius Ciulin (ROU), Joseph Bissang (FRA) |
| 5. září 2013 21:00 | Report | Zisis 6                                         | Asist.  | Shved 4   |  | Bonifika Hall, Koper Počet diváků: 2500 Rozhodčí: Ilija Belosevic (SRB), Marius Ciulin (ROU), Joseph Bissang (FRA) |

| 7. září 2013 14:30 | Report | Rusko                                           | 62 – 81 | Švédsko    |  | Bonifika Hall, Koper Počet diváků: 1 630 Rozhodčí: Seffi Shemmesh (ISR), Juris Kokainis (LAT), Igor Dragojević (MNE) |
| 7. září 2013 14:30 | Report | Skóre po čtvrtinách: 15:18, 14:16, 16:18, 17:29 |         |            |  | Bonifika Hall, Koper Počet diváků: 1 630 Rozhodčí: Seffi Shemmesh (ISR), Juris Kokainis (LAT), Igor Dragojević (MNE) |
| 7. září 2013 14:30 | Report | Shved 15                                        | Body    | Taylor 25  |  | Bonifika Hall, Koper Počet diváků: 1 630 Rozhodčí: Seffi Shemmesh (ISR), Juris Kokainis (LAT), Igor Dragojević (MNE) |
| 7. září 2013 14:30 | Report | Valiev 6                                        | Dosk.   | Jerebko 13 |  | Bonifika Hall, Koper Počet diváků: 1 630 Rozhodčí: Seffi Shemmesh (ISR), Juris Kokainis (LAT), Igor Dragojević (MNE) |
| 7. září 2013 14:30 | Report | Fridzon, Ponkrashov 4                           | Asist.  | Taylor 4   |  | Bonifika Hall, Koper Počet diváků: 1 630 Rozhodčí: Seffi Shemmesh (ISR), Juris Kokainis (LAT), Igor Dragojević (MNE) |

| 7. září 2013 17:45 | Report | Itálie                                        | 62 – 44 | Finsko    |  | Bonifika Hall, Koper Počet diváků: 3 170 Rozhodčí: Ilija Belošević (SRB), Marius Ciulin (ROU), Joseph Bissang (FRA) |
| 7. září 2013 17:45 | Report | Skóre po čtvrtinách: 14:17, 17:9, 15:8, 16:10 |         |           |  | Bonifika Hall, Koper Počet diváků: 3 170 Rozhodčí: Ilija Belošević (SRB), Marius Ciulin (ROU), Joseph Bissang (FRA) |
| 7. září 2013 17:45 | Report | Datome 10                                     | Body    | 3 hráči 8 |  | Bonifika Hall, Koper Počet diváků: 3 170 Rozhodčí: Ilija Belošević (SRB), Marius Ciulin (ROU), Joseph Bissang (FRA) |
| 7. září 2013 17:45 | Report | Datome, Cinciarini 8                          | Dosk.   | Kotti 7   |  | Bonifika Hall, Koper Počet diváků: 3 170 Rozhodčí: Ilija Belošević (SRB), Marius Ciulin (ROU), Joseph Bissang (FRA) |
| 7. září 2013 17:45 | Report | Aradori 5                                     | Asist.  | 5 hráčů 1 |  | Bonifika Hall, Koper Počet diváků: 3 170 Rozhodčí: Ilija Belošević (SRB), Marius Ciulin (ROU), Joseph Bissang (FRA) |

| 7. září 2013 21:00 | Report | Turecko                                         | 61 – 84 | Řecko         |  | Bonifika Hall, Koper Počet diváků: 3 010 Rozhodčí: Robert Lottermoser (GER), Ademir Zurapović (BIH), Renaud Geller (BEL) |
| 7. září 2013 21:00 | Report | Skóre po čtvrtinách: 16:21, 19:20, 14:23, 12:20 |         |               |  | Bonifika Hall, Koper Počet diváků: 3 010 Rozhodčí: Robert Lottermoser (GER), Ademir Zurapović (BIH), Renaud Geller (BEL) |
| 7. září 2013 21:00 | Report | İlyasova 13                                     | Body    | Bourousis 21  |  | Bonifika Hall, Koper Počet diváků: 3 010 Rozhodčí: Robert Lottermoser (GER), Ademir Zurapović (BIH), Renaud Geller (BEL) |
| 7. září 2013 21:00 | Report | Gönlüm 8                                        | Dosk.   | Kaimakoglou 6 |  | Bonifika Hall, Koper Počet diváků: 3 010 Rozhodčí: Robert Lottermoser (GER), Ademir Zurapović (BIH), Renaud Geller (BEL) |
| 7. září 2013 21:00 | Report | Arslan 5                                        | Asist.  | Zisis 11      |  | Bonifika Hall, Koper Počet diváků: 3 010 Rozhodčí: Robert Lottermoser (GER), Ademir Zurapović (BIH), Renaud Geller (BEL) |

| 8. září 2013 14:30 | Report | Finsko                                                             | 86 – 83 | Rusko            | prodl. | Bonifika Hall, Koper Počet diváků: 2 370 Rozhodčí: Robert Lottermoser (GER), Marius Ciulin (ROU), Igor Dragojević (MNE) |
| 8. září 2013 14:30 | Report | Skóre po čtvrtinách: 16:18, 15:12, 10:16, 26:21, Prodl.: 8:8, 11:8 |         |                  | prodl. | Bonifika Hall, Koper Počet diváků: 2 370 Rozhodčí: Robert Lottermoser (GER), Marius Ciulin (ROU), Igor Dragojević (MNE) |
| 8. září 2013 14:30 | Report | Huff 20                                                            | Body    | Shved 25         | prodl. | Bonifika Hall, Koper Počet diváků: 2 370 Rozhodčí: Robert Lottermoser (GER), Marius Ciulin (ROU), Igor Dragojević (MNE) |
| 8. září 2013 14:30 | Report | Kotti, Salin 10                                                    | Dosk.   | Fridzon 10       | prodl. | Bonifika Hall, Koper Počet diváků: 2 370 Rozhodčí: Robert Lottermoser (GER), Marius Ciulin (ROU), Igor Dragojević (MNE) |
| 8. září 2013 14:30 | Report | Koponen 11                                                         | Asist.  | Fridzon, Shved 6 | prodl. | Bonifika Hall, Koper Počet diváků: 2 370 Rozhodčí: Robert Lottermoser (GER), Marius Ciulin (ROU), Igor Dragojević (MNE) |

| 8. září 2013 17:45 | Report | Řecko                                           | 72 – 81 | Itálie       |  | Bonifika Hall, Koper Počet diváků: 3 170 Rozhodčí: Ilija Belošević (SRB), Renaud Geller (BEL), Sergiy Zashchuk (UKR) |
| 8. září 2013 17:45 | Report | Skóre po čtvrtinách: 16:16, 22:20, 18:27, 16:18 |         |              |  | Bonifika Hall, Koper Počet diváků: 3 170 Rozhodčí: Ilija Belošević (SRB), Renaud Geller (BEL), Sergiy Zashchuk (UKR) |
| 8. září 2013 17:45 | Report | Zisis 16                                        | Body    | Belinelli 23 |  | Bonifika Hall, Koper Počet diváků: 3 170 Rozhodčí: Ilija Belošević (SRB), Renaud Geller (BEL), Sergiy Zashchuk (UKR) |
| 8. září 2013 17:45 | Report | Fotsis 5                                        | Dosk.   | Belinelli 7  |  | Bonifika Hall, Koper Počet diváků: 3 170 Rozhodčí: Ilija Belošević (SRB), Renaud Geller (BEL), Sergiy Zashchuk (UKR) |
| 8. září 2013 17:45 | Report | Sloukas, Zisis 4                                | Asist.  | Cinciarini 4 |  | Bonifika Hall, Koper Počet diváků: 3 170 Rozhodčí: Ilija Belošević (SRB), Renaud Geller (BEL), Sergiy Zashchuk (UKR) |

| 8. září 2013 21:00 | Report | Švédsko                                         | 74 – 87 | Turecko     |  | Bonifika Hall, Koper Počet diváků: 1 290 Rozhodčí: Ademir Zurapović (BIH), Joseph Bissang (FRA), Seffi Shemmesh (ISR) |
| 8. září 2013 21:00 | Report | Skóre po čtvrtinách: 17:17, 18:23, 23:27, 16:20 |         |             |  | Bonifika Hall, Koper Počet diváků: 1 290 Rozhodčí: Ademir Zurapović (BIH), Joseph Bissang (FRA), Seffi Shemmesh (ISR) |
| 8. září 2013 21:00 | Report | Taylor 18                                       | Body    | Arslan 22   |  | Bonifika Hall, Koper Počet diváků: 1 290 Rozhodčí: Ademir Zurapović (BIH), Joseph Bissang (FRA), Seffi Shemmesh (ISR) |
| 8. září 2013 21:00 | Report | Grant, Kjellbom 5                               | Dosk.   | Gönlüm 6    |  | Bonifika Hall, Koper Počet diváků: 1 290 Rozhodčí: Ademir Zurapović (BIH), Joseph Bissang (FRA), Seffi Shemmesh (ISR) |
| 8. září 2013 21:00 | Report | Grant 4                                         | Asist.  | Preldzic 10 |  | Bonifika Hall, Koper Počet diváků: 1 290 Rozhodčí: Ademir Zurapović (BIH), Joseph Bissang (FRA), Seffi Shemmesh (ISR) |

| 9. září 2013 14:30 | Report | Řecko                                           | 77 – 86 | Finsko           |  | Bonifika Hall, Koper Počet diváků: 2 300 Rozhodčí: Robert Lottermoser (GER), Ademir Zurapović (BIH), Seffi Shemmesh (ISR) |
| 9. září 2013 14:30 | Report | Skóre po čtvrtinách: 23:22, 12:14, 12:21, 30:29 |         |                  |  | Bonifika Hall, Koper Počet diváků: 2 300 Rozhodčí: Robert Lottermoser (GER), Ademir Zurapović (BIH), Seffi Shemmesh (ISR) |
| 9. září 2013 14:30 | Report | Zisis 19                                        | Body    | Koponen 29       |  | Bonifika Hall, Koper Počet diváků: 2 300 Rozhodčí: Robert Lottermoser (GER), Ademir Zurapović (BIH), Seffi Shemmesh (ISR) |
| 9. září 2013 14:30 | Report | Mavrokefalidis 7                                | Dosk.   | Kotti 6          |  | Bonifika Hall, Koper Počet diváků: 2 300 Rozhodčí: Robert Lottermoser (GER), Ademir Zurapović (BIH), Seffi Shemmesh (ISR) |
| 9. září 2013 14:30 | Report | 3 hráči 3                                       | Asist.  | Koponen, Salin 3 |  | Bonifika Hall, Koper Počet diváků: 2 300 Rozhodčí: Robert Lottermoser (GER), Ademir Zurapović (BIH), Seffi Shemmesh (ISR) |

| 9. září 2013 17:45 | Report | Itálie                                          | 82 – 79 | Švédsko    |  | Bonifika Hall, Koper Počet diváků: 1 960 Rozhodčí: Marius Ciulin (ROU), Igor Dragojević (MNE), Sergiy Zashchuk (UKR) |
| 9. září 2013 17:45 | Report | Skóre po čtvrtinách: 27:20, 16:28, 20:15, 19:16 |         |            |  | Bonifika Hall, Koper Počet diváků: 1 960 Rozhodčí: Marius Ciulin (ROU), Igor Dragojević (MNE), Sergiy Zashchuk (UKR) |
| 9. září 2013 17:45 | Report | Gentile 19                                      | Body    | Taylor 28  |  | Bonifika Hall, Koper Počet diváků: 1 960 Rozhodčí: Marius Ciulin (ROU), Igor Dragojević (MNE), Sergiy Zashchuk (UKR) |
| 9. září 2013 17:45 | Report | Aradori 7                                       | Dosk.   | Jerebko 8  |  | Bonifika Hall, Koper Počet diváků: 1 960 Rozhodčí: Marius Ciulin (ROU), Igor Dragojević (MNE), Sergiy Zashchuk (UKR) |
| 9. září 2013 17:45 | Report | Gentile 5                                       | Asist.  | Massamba 5 |  | Bonifika Hall, Koper Počet diváků: 1 960 Rozhodčí: Marius Ciulin (ROU), Igor Dragojević (MNE), Sergiy Zashchuk (UKR) |

| 9. září 2013 21:00 | Report | Turecko                                         | 77 – 89 | Rusko      |  | Bonifika Hall, Koper Počet diváků: 2 110 Rozhodčí: Ilija Belošević (SRB), Renaud Geller (BEL), Juris Kokainis (LAT) |
| 9. září 2013 21:00 | Report | Skóre po čtvrtinách: 17:16, 23:23, 17:19, 20:31 |         |            |  | Bonifika Hall, Koper Počet diváků: 2 110 Rozhodčí: Ilija Belošević (SRB), Renaud Geller (BEL), Juris Kokainis (LAT) |
| 9. září 2013 21:00 | Report | Savaş 18                                        | Body    | Karasev 25 |  | Bonifika Hall, Koper Počet diváků: 2 110 Rozhodčí: Ilija Belošević (SRB), Renaud Geller (BEL), Juris Kokainis (LAT) |
| 9. září 2013 21:00 | Report | Gönlüm, İlyasova 6                              | Dosk.   | 4 hráči 5  |  | Bonifika Hall, Koper Počet diváků: 2 110 Rozhodčí: Ilija Belošević (SRB), Renaud Geller (BEL), Juris Kokainis (LAT) |
| 9. září 2013 21:00 | Report | Arslan, Güler 3                                 | Asist.  | Shved 9    |  | Bonifika Hall, Koper Počet diváků: 2 110 Rozhodčí: Ilija Belošević (SRB), Renaud Geller (BEL), Juris Kokainis (LAT) |

### Druhé kolo

#### Skupina E
|    |          | Srbsko | Litva  | Francie | Ukrajina | Belgie | Lotyšsko | V | P | Skóre   | B |
| 1. | Srbsko   | ***    | 63:56* | 77:65   | 75:82    | 76:69  | 80:71*   | 4 | 1 | 371:343 | 7 |
| 2. | Litva    | 56:63* | ***    | 76:62   | 70:63    | 86:67  | 67:59*   | 4 | 1 | 355:314 | 7 |
| 3. | Francie  | 65:77  | 62:76  | ***     | 77:71*   | 82:65* | 102:91   | 3 | 2 | 388:380 | 7 |
| 4. | Ukrajina | 82:75  | 63:70  | 71:77*  | ***      | 85:57* | 51:85    | 2 | 3 | 325:364 | 6 |
| 5. | Belgie   | 69:76  | 67:86  | 65:82*  | 57:85*   | ***    | 60:56    | 1 | 4 | 318:358 | 5 |
| 6. | Lotyšsko | 71:80* | 59:67* | 91:102  | 51:85    | 56:60  | ***      | 1 | 4 | 362:360 | 4 |

- s hvězdičkou = zápasy ze základní skupiny.

| 11. září 2013 14:30 | Report | Lotyšsko                                        | 85 – 51 | Ukrajina   |  | Arena Stožice, Lublaň Počet diváků: 2 140 Rozhodčí: Juan Arteaga (ESP), Srđan Dozai (CRO), Elias Koromilas (GRE) |
| 11. září 2013 14:30 | Report | Skóre po čtvrtinách: 24:11, 18:11, 23:10, 20:19 |         |            |  | Arena Stožice, Lublaň Počet diváků: 2 140 Rozhodčí: Juan Arteaga (ESP), Srđan Dozai (CRO), Elias Koromilas (GRE) |
| 11. září 2013 14:30 | Report | Janičenoks 14                                   | Body    | Gladyr 12  |  | Arena Stožice, Lublaň Počet diváků: 2 140 Rozhodčí: Juan Arteaga (ESP), Srđan Dozai (CRO), Elias Koromilas (GRE) |
| 11. září 2013 14:30 | Report | Meiers 10                                       | Dosk.   | Kravtsov 6 |  | Arena Stožice, Lublaň Počet diváků: 2 140 Rozhodčí: Juan Arteaga (ESP), Srđan Dozai (CRO), Elias Koromilas (GRE) |
| 11. září 2013 14:30 | Report | Bertāns 7                                       | Asist.  | Mishula 4  |  | Arena Stožice, Lublaň Počet diváků: 2 140 Rozhodčí: Juan Arteaga (ESP), Srđan Dozai (CRO), Elias Koromilas (GRE) |

| 11. září 2013 17:45 | Report | Belgie                                          | 69 – 76 | Srbsko         |  | Arena Stožice, Lublaň Počet diváků: 3 650 Rozhodčí: Luigi Lamonica (ITA), Christos Christodoulou (GRE), Vicente Bulto (ESP) |
| 11. září 2013 17:45 | Report | Skóre po čtvrtinách: 18:19, 18:21, 15:14, 18:22 |         |                |  | Arena Stožice, Lublaň Počet diváků: 3 650 Rozhodčí: Luigi Lamonica (ITA), Christos Christodoulou (GRE), Vicente Bulto (ESP) |
| 11. září 2013 17:45 | Report | Mukubu 16                                       | Body    | Nen. Krstić 17 |  | Arena Stožice, Lublaň Počet diváků: 3 650 Rozhodčí: Luigi Lamonica (ITA), Christos Christodoulou (GRE), Vicente Bulto (ESP) |
| 11. září 2013 17:45 | Report | Hervelle 9                                      | Dosk.   | Bjelica 8      |  | Arena Stožice, Lublaň Počet diváků: 3 650 Rozhodčí: Luigi Lamonica (ITA), Christos Christodoulou (GRE), Vicente Bulto (ESP) |
| 11. září 2013 17:45 | Report | Tabu, Mukubu 3                                  | Asist.  | Nen. Krstić 5  |  | Arena Stožice, Lublaň Počet diváků: 3 650 Rozhodčí: Luigi Lamonica (ITA), Christos Christodoulou (GRE), Vicente Bulto (ESP) |

| 11. září 2013 21:00 | Report | Litva                                           | 76 – 62 | Francie         |  | Arena Stožice, Lublaň Počet diváků: 2 640 Rozhodčí: Sreten Radović (CRO), Guerrino Cerebuch (ITA), Damir Javor (SLO) |
| 11. září 2013 21:00 | Report | Skóre po čtvrtinách: 16:10, 16:17, 19:15, 25:20 |         |                 |  | Arena Stožice, Lublaň Počet diváků: 2 640 Rozhodčí: Sreten Radović (CRO), Guerrino Cerebuch (ITA), Damir Javor (SLO) |
| 11. září 2013 21:00 | Report | Seibutis 15                                     | Body    | de Colo 12      |  | Arena Stožice, Lublaň Počet diváků: 2 640 Rozhodčí: Sreten Radović (CRO), Guerrino Cerebuch (ITA), Damir Javor (SLO) |
| 11. září 2013 21:00 | Report | Kleiza 7                                        | Dosk.   | Batum, Ajinça 6 |  | Arena Stožice, Lublaň Počet diváků: 2 640 Rozhodčí: Sreten Radović (CRO), Guerrino Cerebuch (ITA), Damir Javor (SLO) |
| 11. září 2013 21:00 | Report | Kalnietis 7                                     | Asist.  | Diaw 6          |  | Arena Stožice, Lublaň Počet diváků: 2 640 Rozhodčí: Sreten Radović (CRO), Guerrino Cerebuch (ITA), Damir Javor (SLO) |

| 13. září 2013 14:30 | Report | Litva                                          | 86 – 67 | Belgie     |  | Arena Stožice, Lublaň Počet diváků: 2 480 Rozhodčí: Luigi Lamonica (ITA), Srđan Dozai (CRO), Aleksandar Milojević (MKD) |
| 13. září 2013 14:30 | Report | Skóre po čtvrtinách: 18:12, 26:9, 25:14, 17:32 |         |            |  | Arena Stožice, Lublaň Počet diváků: 2 480 Rozhodčí: Luigi Lamonica (ITA), Srđan Dozai (CRO), Aleksandar Milojević (MKD) |
| 13. září 2013 14:30 | Report | Motiejūnas 13                                  | Body    | Tabu 15    |  | Arena Stožice, Lublaň Počet diváků: 2 480 Rozhodčí: Luigi Lamonica (ITA), Srđan Dozai (CRO), Aleksandar Milojević (MKD) |
| 13. září 2013 14:30 | Report | Valančiūnas 10                                 | Dosk.   | Hervelle 8 |  | Arena Stožice, Lublaň Počet diváků: 2 480 Rozhodčí: Luigi Lamonica (ITA), Srđan Dozai (CRO), Aleksandar Milojević (MKD) |
| 13. září 2013 14:30 | Report | Kalnietis 6                                    | Asist.  | Moors 5    |  | Arena Stožice, Lublaň Počet diváků: 2 480 Rozhodčí: Luigi Lamonica (ITA), Srđan Dozai (CRO), Aleksandar Milojević (MKD) |

| 13. září 2013 17:45 | Report | Ukrajina                                        | 82 – 75 | Srbsko     |  | Arena Stožice, Lublaň Počet diváků: 4 230 Rozhodčí: Christos Christodoulou (GRE), Sreten Radović (CRO), Chris Dodds (SCO) |
| 13. září 2013 17:45 | Report | Skóre po čtvrtinách: 18:21, 23:19, 22:14, 19:21 |         |            |  | Arena Stožice, Lublaň Počet diváků: 4 230 Rozhodčí: Christos Christodoulou (GRE), Sreten Radović (CRO), Chris Dodds (SCO) |
| 13. září 2013 17:45 | Report | Korniyenko 21                                   | Body    | Bjelica 22 |  | Arena Stožice, Lublaň Počet diváků: 4 230 Rozhodčí: Christos Christodoulou (GRE), Sreten Radović (CRO), Chris Dodds (SCO) |
| 13. září 2013 17:45 | Report | Korniyenko 8                                    | Dosk.   | Bjelica 10 |  | Arena Stožice, Lublaň Počet diváků: 4 230 Rozhodčí: Christos Christodoulou (GRE), Sreten Radović (CRO), Chris Dodds (SCO) |
| 13. září 2013 17:45 | Report | Jeter 4                                         | Asist.  | Marković 6 |  | Arena Stožice, Lublaň Počet diváků: 4 230 Rozhodčí: Christos Christodoulou (GRE), Sreten Radović (CRO), Chris Dodds (SCO) |

| 13. září 2013 21:00 | Report | Francie                                         | 102 – 91 | Lotyšsko            |  | Arena Stožice, Lublaň Počet diváků: 4 320 Rozhodčí: Juan Arteaga (ESP), Guerrino Cerebuch (ITA), Rüştü Nuran (TUR) |
| 13. září 2013 21:00 | Report | Skóre po čtvrtinách: 31:15, 21:20, 24:30, 26:26 |          |                     |  | Arena Stožice, Lublaň Počet diváků: 4 320 Rozhodčí: Juan Arteaga (ESP), Guerrino Cerebuch (ITA), Rüştü Nuran (TUR) |
| 13. září 2013 21:00 | Report | Ajinça 25                                       | Body     | Bertāns 28          |  | Arena Stožice, Lublaň Počet diváků: 4 320 Rozhodčí: Juan Arteaga (ESP), Guerrino Cerebuch (ITA), Rüştü Nuran (TUR) |
| 13. září 2013 21:00 | Report | Batum 10                                        | Dosk.    | Šeļakovs 4          |  | Arena Stožice, Lublaň Počet diváků: 4 320 Rozhodčí: Juan Arteaga (ESP), Guerrino Cerebuch (ITA), Rüştü Nuran (TUR) |
| 13. září 2013 21:00 | Report | Batum 6                                         | Asist.   | Janičenoks, Šķēle 4 |  | Arena Stožice, Lublaň Počet diváků: 4 320 Rozhodčí: Juan Arteaga (ESP), Guerrino Cerebuch (ITA), Rüştü Nuran (TUR) |

| 15. září 2013 14:30 | Report | Lotyšsko                                        | 56 – 60 | Belgie             |  | Arena Stožice, Lublaň Počet diváků: 3 270 Rozhodčí: Christos Christodoulou (GRE), Damir Javor (SLO), Apostolos Kalpakas (SWE) |
| 15. září 2013 14:30 | Report | Skóre po čtvrtinách: 15:14, 17:18, 10:14, 14:14 |         |                    |  | Arena Stožice, Lublaň Počet diváků: 3 270 Rozhodčí: Christos Christodoulou (GRE), Damir Javor (SLO), Apostolos Kalpakas (SWE) |
| 15. září 2013 14:30 | Report | Freimanis 10                                    | Body    | Massot 14          |  | Arena Stožice, Lublaň Počet diváků: 3 270 Rozhodčí: Christos Christodoulou (GRE), Damir Javor (SLO), Apostolos Kalpakas (SWE) |
| 15. září 2013 14:30 | Report | Freimanis 11                                    | Dosk.   | Tabu 8             |  | Arena Stožice, Lublaň Počet diváků: 3 270 Rozhodčí: Christos Christodoulou (GRE), Damir Javor (SLO), Apostolos Kalpakas (SWE) |
| 15. září 2013 14:30 | Report | Strēlnieks 4                                    | Asist.  | Tabu, Van Rossom 4 |  | Arena Stožice, Lublaň Počet diváků: 3 270 Rozhodčí: Christos Christodoulou (GRE), Damir Javor (SLO), Apostolos Kalpakas (SWE) |

| 15. září 2013 17:45 | Report | Ukrajina                                        | 63 – 70 | Litva                  |  | Arena Stožice, Lublaň Počet diváků: 4 400 Rozhodčí: Juan Arteaga (ESP), Srđan Dozai (CRO), Elias Koromilas (GRE) |
| 15. září 2013 17:45 | Report | Skóre po čtvrtinách: 13:18, 17:14, 16:16, 17:22 |         |                        |  | Arena Stožice, Lublaň Počet diváků: 4 400 Rozhodčí: Juan Arteaga (ESP), Srđan Dozai (CRO), Elias Koromilas (GRE) |
| 15. září 2013 17:45 | Report | Gladyr 18                                       | Body    | Kleiza 15              |  | Arena Stožice, Lublaň Počet diváků: 4 400 Rozhodčí: Juan Arteaga (ESP), Srđan Dozai (CRO), Elias Koromilas (GRE) |
| 15. září 2013 17:45 | Report | Kravtsov 9                                      | Dosk.   | Kuzminskas, Mačiulis 6 |  | Arena Stožice, Lublaň Počet diváků: 4 400 Rozhodčí: Juan Arteaga (ESP), Srđan Dozai (CRO), Elias Koromilas (GRE) |
| 15. září 2013 17:45 | Report | Jeter 8                                         | Asist.  | Kalnietis, Seibutis 4  |  | Arena Stožice, Lublaň Počet diváků: 4 400 Rozhodčí: Juan Arteaga (ESP), Srđan Dozai (CRO), Elias Koromilas (GRE) |

| 15. září 2013 21:00 | Report | Srbsko                                          | 77 – 65 | Francie    |  | Arena Stožice, Lublaň Počet diváků: 4 380 Rozhodčí: Luigi Lamonica (ITA), Vicente Bulto (ESP), Rüştü Nuran (TUR) |
| 15. září 2013 21:00 | Report | Skóre po čtvrtinách: 19:17, 19:14, 22:20, 17:14 |         |            |  | Arena Stožice, Lublaň Počet diváků: 4 380 Rozhodčí: Luigi Lamonica (ITA), Vicente Bulto (ESP), Rüştü Nuran (TUR) |
| 15. září 2013 21:00 | Report | Nen. Krstić 19                                  | Body    | 5 hráčů 12 |  | Arena Stožice, Lublaň Počet diváků: 4 380 Rozhodčí: Luigi Lamonica (ITA), Vicente Bulto (ESP), Rüştü Nuran (TUR) |
| 15. září 2013 21:00 | Report | Kalinić 8                                       | Dosk.   | Batum 7    |  | Arena Stožice, Lublaň Počet diváků: 4 380 Rozhodčí: Luigi Lamonica (ITA), Vicente Bulto (ESP), Rüştü Nuran (TUR) |
| 15. září 2013 21:00 | Report | Nen. Krstić 4                                   | Asist.  | Parker 5   |  | Arena Stožice, Lublaň Počet diváků: 4 380 Rozhodčí: Luigi Lamonica (ITA), Vicente Bulto (ESP), Rüştü Nuran (TUR) |

#### Skupina F
|    |            | Chorvatsko | Slovinsko | Španělsko | Itálie | Finsko | Řecko  | V | P | Skóre   | B |
| 1. | Chorvatsko | ***        | 76:74p*   | 76:68     | 40:68* | 88:63  | 92:88  | 4 | 1 | 372:361 | 9 |
| 2. | Slovinsko  | 74:76p*    | ***       | 84:77     | 78:69* | 76:92  | 73:65  | 3 | 2 | 385:379 | 8 |
| 3. | Itálie     | 68:76      | 77:84     | ***       | 86:81  | 62:44* | 81:72* | 3 | 2 | 374:357 | 8 |
| 4. | Španělsko  | 68:40*     | 69:78*    | 81:86     | ***    | 82:56  | 75:79  | 2 | 3 | 375:339 | 7 |
| 5. | Finsko     | 63:88      | 92:76     | 44:62*    | 56:82  | ***    | 86:77* | 1 | 4 | 341:358 | 6 |
| 6. | Řecko      | 88:92      | 65:73     | 72:81*    | 79:75  | 77:86* | ***    | 1 | 4 | 381:407 | 6 |

- s hvězdičkou = zápasy ze základní skupiny.

| 12. září 2013 14:30 | Report | Finsko                                         | 63 – 88 | Chorvatsko |  | Arena Stožice, Lublaň Počet diváků: 3 020 Rozhodčí: Fernando Rocha (POR), Milivoje Jovčić (SRB), Marius Ciulin (ROU) |
| 12. září 2013 14:30 | Report | Skóre po čtvrtinách: 11:17, 9:22, 18:24, 25:25 |         |            |  | Arena Stožice, Lublaň Počet diváků: 3 020 Rozhodčí: Fernando Rocha (POR), Milivoje Jovčić (SRB), Marius Ciulin (ROU) |
| 12. září 2013 14:30 | Report | Huff 10                                        | Body    | Rudež 17   |  | Arena Stožice, Lublaň Počet diváků: 3 020 Rozhodčí: Fernando Rocha (POR), Milivoje Jovčić (SRB), Marius Ciulin (ROU) |
| 12. září 2013 14:30 | Report | Salin 6                                        | Dosk.   | Markota 11 |  | Arena Stožice, Lublaň Počet diváků: 3 020 Rozhodčí: Fernando Rocha (POR), Milivoje Jovčić (SRB), Marius Ciulin (ROU) |
| 12. září 2013 14:30 | Report | Koponen 4                                      | Asist.  | Draper 4   |  | Arena Stožice, Lublaň Počet diváků: 3 020 Rozhodčí: Fernando Rocha (POR), Milivoje Jovčić (SRB), Marius Ciulin (ROU) |

| 12. září 2013 17:45 | Report | Řecko                                           | 79 – 75 | Španělsko           |  | Arena Stožice, Lublaň Počet diváků: 2 980 Rozhodčí: Ilija Belošević (SRB), Borys Ryzhyk (UKR), Ademir Zurapović (BIH) |
| 12. září 2013 17:45 | Report | Skóre po čtvrtinách: 16:26, 25:12, 11:19, 27:18 |         |                     |  | Arena Stožice, Lublaň Počet diváků: 2 980 Rozhodčí: Ilija Belošević (SRB), Borys Ryzhyk (UKR), Ademir Zurapović (BIH) |
| 12. září 2013 17:45 | Report | Spanoulis 20                                    | Body    | Fernández, Gasol 20 |  | Arena Stožice, Lublaň Počet diváků: 2 980 Rozhodčí: Ilija Belošević (SRB), Borys Ryzhyk (UKR), Ademir Zurapović (BIH) |
| 12. září 2013 17:45 | Report | Kaimakoglou, Printezis 5                        | Dosk.   | Claver 11           |  | Arena Stožice, Lublaň Počet diváků: 2 980 Rozhodčí: Ilija Belošević (SRB), Borys Ryzhyk (UKR), Ademir Zurapović (BIH) |
| 12. září 2013 17:45 | Report | Zisis, Spanoulis 3                              | Asist.  | Fernández 4         |  | Arena Stožice, Lublaň Počet diváků: 2 980 Rozhodčí: Ilija Belošević (SRB), Borys Ryzhyk (UKR), Ademir Zurapović (BIH) |

| 12. září 2013 21:00 | Report | Slovinsko                                       | 84 – 77 | Itálie      |  | Arena Stožice, Lublaň Počet diváků: 10 000 Rozhodčí: Robert Lottermoser (GER), Olegs Latiševs (LAT), Emin Mogulkoc (TUR) |
| 12. září 2013 21:00 | Report | Skóre po čtvrtinách: 18:21, 21:18, 15:15, 24:23 |         |             |  | Arena Stožice, Lublaň Počet diváků: 10 000 Rozhodčí: Robert Lottermoser (GER), Olegs Latiševs (LAT), Emin Mogulkoc (TUR) |
| 12. září 2013 21:00 | Report | G. Dragić 22                                    | Body    | Gentile 20  |  | Arena Stožice, Lublaň Počet diváků: 10 000 Rozhodčí: Robert Lottermoser (GER), Olegs Latiševs (LAT), Emin Mogulkoc (TUR) |
| 12. září 2013 21:00 | Report | Z. Dragić 11                                    | Dosk.   | Datome 6    |  | Arena Stožice, Lublaň Počet diváků: 10 000 Rozhodčí: Robert Lottermoser (GER), Olegs Latiševs (LAT), Emin Mogulkoc (TUR) |
| 12. září 2013 21:00 | Report | G. Dragić 6                                     | Asist.  | Belinelli 4 |  | Arena Stožice, Lublaň Počet diváků: 10 000 Rozhodčí: Robert Lottermoser (GER), Olegs Latiševs (LAT), Emin Mogulkoc (TUR) |

| 14. září 2013 14:30 | Report | Chorvatsko                                    | 76 – 68 | Itálie              |  | Arena Stožice, Lublaň Počet diváků: 7 340 Rozhodčí: Ilija Belošević (SRB), Borys Ryzhyk (UKR), Joseph Bissang (FRA) |
| 14. září 2013 14:30 | Report | Skóre po čtvrtinách: 8:17, 23:19, 26:9, 17:23 |         |                     |  | Arena Stožice, Lublaň Počet diváků: 7 340 Rozhodčí: Ilija Belošević (SRB), Borys Ryzhyk (UKR), Joseph Bissang (FRA) |
| 14. září 2013 14:30 | Report | Bogdanović 18                                 | Body    | Datome 24           |  | Arena Stožice, Lublaň Počet diváků: 7 340 Rozhodčí: Ilija Belošević (SRB), Borys Ryzhyk (UKR), Joseph Bissang (FRA) |
| 14. září 2013 14:30 | Report | Tomić, Žorić 8                                | Dosk.   | Datome 7            |  | Arena Stožice, Lublaň Počet diváků: 7 340 Rozhodčí: Ilija Belošević (SRB), Borys Ryzhyk (UKR), Joseph Bissang (FRA) |
| 14. září 2013 14:30 | Report | Ukić 3                                        | Asist.  | Belinelli, Diener 3 |  | Arena Stožice, Lublaň Počet diváků: 7 340 Rozhodčí: Ilija Belošević (SRB), Borys Ryzhyk (UKR), Joseph Bissang (FRA) |

| 14. září 2013 17:45 | Report | Španělsko                                       | 82 – 56 | Finsko     |  | Arena Stožice, Lublaň Počet diváků: 3 070 Rozhodčí: Olegs Latiševs (LAT), Milivoje Jovčić (SRB), Renaud Geller (BEL) |
| 14. září 2013 17:45 | Report | Skóre po čtvrtinách: 18:15, 24:15, 15:14, 25:12 |         |            |  | Arena Stožice, Lublaň Počet diváků: 3 070 Rozhodčí: Olegs Latiševs (LAT), Milivoje Jovčić (SRB), Renaud Geller (BEL) |
| 14. září 2013 17:45 | Report | Calderón 23                                     | Body    | Koponen 17 |  | Arena Stožice, Lublaň Počet diváků: 3 070 Rozhodčí: Olegs Latiševs (LAT), Milivoje Jovčić (SRB), Renaud Geller (BEL) |
| 14. září 2013 17:45 | Report | Claver, Gasol 7                                 | Dosk.   | Lee Jr. 6  |  | Arena Stožice, Lublaň Počet diváků: 3 070 Rozhodčí: Olegs Latiševs (LAT), Milivoje Jovčić (SRB), Renaud Geller (BEL) |
| 14. září 2013 17:45 | Report | Calderón 5                                      | Asist.  | Koponen 4  |  | Arena Stožice, Lublaň Počet diváků: 3 070 Rozhodčí: Olegs Latiševs (LAT), Milivoje Jovčić (SRB), Renaud Geller (BEL) |

| 14. září 2013 21:00 | Report | Řecko                                           | 65 – 73 | Slovinsko    |  | Arena Stožice, Lublaň Počet diváků: 13 000 Rozhodčí: Robert Lottermoser (GER), Fernando Rocha (POR), Marius Ciulin (ROU) |
| 14. září 2013 21:00 | Report | Skóre po čtvrtinách: 13:26, 14:17, 19:19, 19:11 |         |              |  | Arena Stožice, Lublaň Počet diváků: 13 000 Rozhodčí: Robert Lottermoser (GER), Fernando Rocha (POR), Marius Ciulin (ROU) |
| 14. září 2013 21:00 | Report | Spanoulis 21                                    | Body    | G. Dragić 28 |  | Arena Stožice, Lublaň Počet diváků: 13 000 Rozhodčí: Robert Lottermoser (GER), Fernando Rocha (POR), Marius Ciulin (ROU) |
| 14. září 2013 21:00 | Report | Spanoulis 8                                     | Dosk.   | Begić 8      |  | Arena Stožice, Lublaň Počet diváků: 13 000 Rozhodčí: Robert Lottermoser (GER), Fernando Rocha (POR), Marius Ciulin (ROU) |
| 14. září 2013 21:00 | Report | Spanoulis 3                                     | Asist.  | G. Dragić 4  |  | Arena Stožice, Lublaň Počet diváků: 13 000 Rozhodčí: Robert Lottermoser (GER), Fernando Rocha (POR), Marius Ciulin (ROU) |

| 16. září 2013 14:30 | Report | Chorvatsko                                                         | 92 – 88 | Řecko        | prodl. | Arena Stožice, Lublaň Počet diváků: 3 090 Rozhodčí: Olegs Latiševs (LAT), Milivoje Jovčić (SRB), Borys Ryzhyk (UKR) |
| 16. září 2013 14:30 | Report | Skóre po čtvrtinách: 16:17, 20:17, 15:16, 19:20, Prodl.: 7:7,15:11 |         |              | prodl. | Arena Stožice, Lublaň Počet diváků: 3 090 Rozhodčí: Olegs Latiševs (LAT), Milivoje Jovčić (SRB), Borys Ryzhyk (UKR) |
| 16. září 2013 14:30 | Report | Bogdanović 22                                                      | Body    | Bourousis 21 | prodl. | Arena Stožice, Lublaň Počet diváků: 3 090 Rozhodčí: Olegs Latiševs (LAT), Milivoje Jovčić (SRB), Borys Ryzhyk (UKR) |
| 16. září 2013 14:30 | Report | Tomić 12                                                           | Dosk.   | Bourousis 9  | prodl. | Arena Stožice, Lublaň Počet diváků: 3 090 Rozhodčí: Olegs Latiševs (LAT), Milivoje Jovčić (SRB), Borys Ryzhyk (UKR) |
| 16. září 2013 14:30 | Report | Ukić 5                                                             | Asist.  | Zisis 5      | prodl. | Arena Stožice, Lublaň Počet diváků: 3 090 Rozhodčí: Olegs Latiševs (LAT), Milivoje Jovčić (SRB), Borys Ryzhyk (UKR) |

| 16. září 2013 17:45 | Report | Itálie                                                        | 86 – 81 | Španělsko   | prodl. | Arena Stožice, Lublaň Počet diváků: 4 310 Rozhodčí: Robert Lottermoser (GER), Fernando Rocha (POR), Emin Mogulkoc (TUR) |
| 16. září 2013 17:45 | Report | Skóre po čtvrtinách: 24:12, 13:25, 8:19, 25:14, Prodl.: 16:11 |         |             | prodl. | Arena Stožice, Lublaň Počet diváků: 4 310 Rozhodčí: Robert Lottermoser (GER), Fernando Rocha (POR), Emin Mogulkoc (TUR) |
| 16. září 2013 17:45 | Report | Gentile 25                                                    | Body    | Gasol 32    | prodl. | Arena Stožice, Lublaň Počet diváků: 4 310 Rozhodčí: Robert Lottermoser (GER), Fernando Rocha (POR), Emin Mogulkoc (TUR) |
| 16. září 2013 17:45 | Report | Cusin 11                                                      | Dosk.   | Gasol 10    | prodl. | Arena Stožice, Lublaň Počet diváků: 4 310 Rozhodčí: Robert Lottermoser (GER), Fernando Rocha (POR), Emin Mogulkoc (TUR) |
| 16. září 2013 17:45 | Report | Aradori 3                                                     | Asist.  | Rodríguez 6 | prodl. | Arena Stožice, Lublaň Počet diváků: 4 310 Rozhodčí: Robert Lottermoser (GER), Fernando Rocha (POR), Emin Mogulkoc (TUR) |

| 16. září 2013 21:00 | Report | Finsko                                          | 92 – 76 | Slovinsko         |  | Arena Stožice, Lublaň Počet diváků: 10 000 Rozhodčí: Ilija Belošević (SRB), Marius Ciulin (ROU), Chris Dodds (SCO) |
| 16. září 2013 21:00 | Report | Skóre po čtvrtinách: 22:26, 20:16, 19:14, 21:20 |         |                   |  | Arena Stožice, Lublaň Počet diváků: 10 000 Rozhodčí: Ilija Belošević (SRB), Marius Ciulin (ROU), Chris Dodds (SCO) |
| 16. září 2013 21:00 | Report | Lee 17                                          | Body    | Nachbar 15        |  | Arena Stožice, Lublaň Počet diváků: 10 000 Rozhodčí: Ilija Belošević (SRB), Marius Ciulin (ROU), Chris Dodds (SCO) |
| 16. září 2013 21:00 | Report | Lee 6                                           | Dosk.   | Vidmar 6          |  | Arena Stožice, Lublaň Počet diváků: 10 000 Rozhodčí: Ilija Belošević (SRB), Marius Ciulin (ROU), Chris Dodds (SCO) |
| 16. září 2013 21:00 | Report | Koponen 6                                       | Asist.  | Lakovič, Blažič 4 |  | Arena Stožice, Lublaň Počet diváků: 10 000 Rozhodčí: Ilija Belošević (SRB), Marius Ciulin (ROU), Chris Dodds (SCO) |

### Čtvrtfinále
| 18. září 2013 17:30 | Report | Srbsko                                         | 60 – 90 | Španělsko      |  | Arena Stožice, Lublaň Počet diváků: 7 610 Rozhodčí: Christos Christodoulou (GRE), Olegs Latisevs (LAT), Srdan Dozai (CRO) |
| 18. září 2013 17:30 | Report | Skóre po čtvrtinách: 5:21, 18:27, 16:25, 21:17 |         |                |  | Arena Stožice, Lublaň Počet diváků: 7 610 Rozhodčí: Christos Christodoulou (GRE), Olegs Latisevs (LAT), Srdan Dozai (CRO) |
| 18. září 2013 17:30 | Report | Anđušić, Katić 11                              | Body    | Rodriguez 22   |  | Arena Stožice, Lublaň Počet diváků: 7 610 Rozhodčí: Christos Christodoulou (GRE), Olegs Latisevs (LAT), Srdan Dozai (CRO) |
| 18. září 2013 17:30 | Report | Bogdanović 7                                   | Dosk.   | Rubio 6        |  | Arena Stožice, Lublaň Počet diváků: 7 610 Rozhodčí: Christos Christodoulou (GRE), Olegs Latisevs (LAT), Srdan Dozai (CRO) |
| 18. září 2013 17:30 | Report | Micić 3                                        | Asist.  | Gasol, Rubio 6 |  | Arena Stožice, Lublaň Počet diváků: 7 610 Rozhodčí: Christos Christodoulou (GRE), Olegs Latisevs (LAT), Srdan Dozai (CRO) |

| 18. září 2013 21:00 | Report | Slovinsko                                       | 62 – 72 | Francie   |  | Arena Stožice, Lublaň Počet diváků: 10 000 Rozhodčí: Luigi Lamonica (ITA), Robert Lottermoser (GER), Borys Ryzhyk (UKR) |
| 18. září 2013 21:00 | Report | Skóre po čtvrtinách: 12:10, 12:16, 21:24, 17:22 |         |           |  | Arena Stožice, Lublaň Počet diváků: 10 000 Rozhodčí: Luigi Lamonica (ITA), Robert Lottermoser (GER), Borys Ryzhyk (UKR) |
| 18. září 2013 21:00 | Report | G. Dragić 16                                    | Body    | Parker 27 |  | Arena Stožice, Lublaň Počet diváků: 10 000 Rozhodčí: Luigi Lamonica (ITA), Robert Lottermoser (GER), Borys Ryzhyk (UKR) |
| 18. září 2013 21:00 | Report | Vidmar 8                                        | Dosk.   | Ajinça 9  |  | Arena Stožice, Lublaň Počet diváků: 10 000 Rozhodčí: Luigi Lamonica (ITA), Robert Lottermoser (GER), Borys Ryzhyk (UKR) |
| 18. září 2013 21:00 | Report | G. Dragić 6                                     | Asist.  | Diaw 3    |  | Arena Stožice, Lublaň Počet diváků: 10 000 Rozhodčí: Luigi Lamonica (ITA), Robert Lottermoser (GER), Borys Ryzhyk (UKR) |

| 19. září 2013 17:30 | Report | Chorvatsko                                      | 84 – 72 | Ukrajina |  | Arena Stožice, Lublaň Počet diváků: 7 700 Rozhodčí: Juan Arteaga (ESP), Olegs Latisevs (LAT), Emin Mogulkoc (TUR) |
| 19. září 2013 17:30 | Report | Skóre po čtvrtinách: 22:22, 29:13, 19:26, 14:11 |         |          |  | Arena Stožice, Lublaň Počet diváků: 7 700 Rozhodčí: Juan Arteaga (ESP), Olegs Latisevs (LAT), Emin Mogulkoc (TUR) |
| 19. září 2013 17:30 | Report | Simon 23                                        | Body    | Jeter 19 |  | Arena Stožice, Lublaň Počet diváků: 7 700 Rozhodčí: Juan Arteaga (ESP), Olegs Latisevs (LAT), Emin Mogulkoc (TUR) |
| 19. září 2013 17:30 | Report | Ukić 5                                          | Dosk.   | Hładyr 9 |  | Arena Stožice, Lublaň Počet diváků: 7 700 Rozhodčí: Juan Arteaga (ESP), Olegs Latisevs (LAT), Emin Mogulkoc (TUR) |
| 19. září 2013 17:30 | Report | Draper 6                                        | Asist.  | Jeter 6  |  | Arena Stožice, Lublaň Počet diváků: 7 700 Rozhodčí: Juan Arteaga (ESP), Olegs Latisevs (LAT), Emin Mogulkoc (TUR) |

| 19. září 2013 21:00 | Report | Litva                                           | 81 – 77 | Itálie       |  | Arena Stožice, Lublaň Počet diváků: 8 210 Rozhodčí: Ilija Beloševič (SRB), Vicente Bulto (ESP), Damir Javor (SLO) |
| 19. září 2013 21:00 | Report | Skóre po čtvrtinách: 22:15, 18:24, 17:19, 24:19 |         |              |  | Arena Stožice, Lublaň Počet diváků: 8 210 Rozhodčí: Ilija Beloševič (SRB), Vicente Bulto (ESP), Damir Javor (SLO) |
| 19. září 2013 21:00 | Report | Seibutis, Kalnietis 17                          | Body    | Belinelli 22 |  | Arena Stožice, Lublaň Počet diváků: 8 210 Rozhodčí: Ilija Beloševič (SRB), Vicente Bulto (ESP), Damir Javor (SLO) |
| 19. září 2013 21:00 | Report | Kalnietis 7                                     | Dosk.   | Cusin 8      |  | Arena Stožice, Lublaň Počet diváků: 8 210 Rozhodčí: Ilija Beloševič (SRB), Vicente Bulto (ESP), Damir Javor (SLO) |
| 19. září 2013 21:00 | Report | Mačiulis, Kalnietis 5                           | Asist.  | Cinciarini 3 |  | Arena Stožice, Lublaň Počet diváků: 8 210 Rozhodčí: Ilija Beloševič (SRB), Vicente Bulto (ESP), Damir Javor (SLO) |

### Semifinále
| 20. září 2013 |                                                | Litva  | 77 – 62       | Chorvatsko |  | Arena Stožice, Lublaň Počet diváků: 9 180 Rozhodčí: Luigi Lamonica (ITA), Robert Lottermoser (GER), Christos Christodoulou (GRE) |
| 20. září 2013 | Skóre po čtvrtinách: 24:19, 16:18, 21:8, 16:17 |        |               |            |  | Arena Stožice, Lublaň Počet diváků: 9 180 Rozhodčí: Luigi Lamonica (ITA), Robert Lottermoser (GER), Christos Christodoulou (GRE) |
| 20. září 2013 | Mačiulis 23                                    | Body   | Bogdanović 15 |            |  | Arena Stožice, Lublaň Počet diváků: 9 180 Rozhodčí: Luigi Lamonica (ITA), Robert Lottermoser (GER), Christos Christodoulou (GRE) |
| 20. září 2013 | Kleiza 13                                      | Dosk.  | Ukić 7        |            |  | Arena Stožice, Lublaň Počet diváků: 9 180 Rozhodčí: Luigi Lamonica (ITA), Robert Lottermoser (GER), Christos Christodoulou (GRE) |
| 20. září 2013 | Seibutis, Kalnietis 4                          | Asist. | Ukić 5        |            |  | Arena Stožice, Lublaň Počet diváků: 9 180 Rozhodčí: Luigi Lamonica (ITA), Robert Lottermoser (GER), Christos Christodoulou (GRE) |

| 20. září 2013 |                                                              | Španělsko | 72 – 75   | Francie | prodl. | Arena Stožice, Lublaň Počet diváků: 9 060 Rozhodčí: Ilija Belosevic (SRB), Olegs Latisevs (LAT), Damir Javor (SLO) |
| 20. září 2013 | Skóre po čtvrtinách: 18:14, 16:6, 15:23, 16:22, Prodl.: 7:10 |           |           |         | prodl. | Arena Stožice, Lublaň Počet diváků: 9 060 Rozhodčí: Ilija Belosevic (SRB), Olegs Latisevs (LAT), Damir Javor (SLO) |
| 20. září 2013 | Gasol 19                                                     | Body      | Parker 32 |         | prodl. | Arena Stožice, Lublaň Počet diváků: 9 060 Rozhodčí: Ilija Belosevic (SRB), Olegs Latisevs (LAT), Damir Javor (SLO) |
| 20. září 2013 | Gasol 9                                                      | Dosk.     | Piétrus 8 |         | prodl. | Arena Stožice, Lublaň Počet diváků: 9 060 Rozhodčí: Ilija Belosevic (SRB), Olegs Latisevs (LAT), Damir Javor (SLO) |
| 20. září 2013 | Rodriguez 9                                                  | Asist.    | Diaw 3    |         | prodl. | Arena Stožice, Lublaň Počet diváků: 9 060 Rozhodčí: Ilija Belosevic (SRB), Olegs Latisevs (LAT), Damir Javor (SLO) |

### Finále
| 22. září 2013 21:00 | Report | Francie                                         | 80 – 66 | Litva            |  | Arena Stožice, Lublaň Počet diváků: 10 000 Rozhodčí: Luigi Lamonica (ITA), Juan Arteaga (ESP), Ilija Belosevic (SRB) |
| 22. září 2013 21:00 | Report | Skóre po čtvrtinách: 19:22, 31:12, 18:16, 12:16 |         |                  |  | Arena Stožice, Lublaň Počet diváků: 10 000 Rozhodčí: Luigi Lamonica (ITA), Juan Arteaga (ESP), Ilija Belosevic (SRB) |
| 22. září 2013 21:00 | Report | Nicolas Batum 17                                | Body    | Linas Kleiza 20  |  | Arena Stožice, Lublaň Počet diváků: 10 000 Rozhodčí: Luigi Lamonica (ITA), Juan Arteaga (ESP), Ilija Belosevic (SRB) |
| 22. září 2013 21:00 | Report | Alexis Ajinca 10                                | Dosk.   | Jonas Mačiulis 6 |  | Arena Stožice, Lublaň Počet diváků: 10 000 Rozhodčí: Luigi Lamonica (ITA), Juan Arteaga (ESP), Ilija Belosevic (SRB) |
| 22. září 2013 21:00 | Report | Boris Diaw 4                                    | Asist.  | 3 hráči 2        |  | Arena Stožice, Lublaň Počet diváků: 10 000 Rozhodčí: Luigi Lamonica (ITA), Juan Arteaga (ESP), Ilija Belosevic (SRB) |

### O 3. místo
| 22. září 2013 17:30 |                                                 | Španělsko | 92 – 66           | Chorvatsko |  | Arena Stožice, Lublaň Počet diváků: 6 050 Rozhodčí: Robert Lottermoser (GER), Christos Christodoulou (GRE), Olegs Latisevs (LAT) |
| 22. září 2013 17:30 | Skóre po čtvrtinách: 23:18, 24:18, 16:12, 29:18 |           |                   |            |  | Arena Stožice, Lublaň Počet diváků: 6 050 Rozhodčí: Robert Lottermoser (GER), Christos Christodoulou (GRE), Olegs Latisevs (LAT) |
| 22. září 2013 17:30 | Llull 21                                        | Body      | Bogdanović 22     |            |  | Arena Stožice, Lublaň Počet diváků: 6 050 Rozhodčí: Robert Lottermoser (GER), Christos Christodoulou (GRE), Olegs Latisevs (LAT) |
| 22. září 2013 17:30 | M. Gasol 8                                      | Dosk.     | Zorić 6           |            |  | Arena Stožice, Lublaň Počet diváků: 6 050 Rozhodčí: Robert Lottermoser (GER), Christos Christodoulou (GRE), Olegs Latisevs (LAT) |
| 22. září 2013 17:30 | Rubio 6                                         | Asist.    | Draper, Ukić po 4 |            |  | Arena Stožice, Lublaň Počet diváků: 6 050 Rozhodčí: Robert Lottermoser (GER), Christos Christodoulou (GRE), Olegs Latisevs (LAT) |

### O 5.–8. místo
| 19. září 2013 14:30 |                                                 | Srbsko | 74 – 92      | Slovinsko |  | Arena Stožice, Lublaň Počet diváků: 5 730 Rozhodčí: Fernando Rocha (POR), Elias Koromilas (GRE), Chris Dodds (SCO) |
| 19. září 2013 14:30 | Skóre po čtvrtinách: 16:30, 19:23, 20:18, 19:21 |        |              |           |  | Arena Stožice, Lublaň Počet diváků: 5 730 Rozhodčí: Fernando Rocha (POR), Elias Koromilas (GRE), Chris Dodds (SCO) |
| 19. září 2013 14:30 | Krstić 16                                       | Body   | Z. Dragić 23 |           |  | Arena Stožice, Lublaň Počet diváků: 5 730 Rozhodčí: Fernando Rocha (POR), Elias Koromilas (GRE), Chris Dodds (SCO) |
| 19. září 2013 14:30 | Bjelica 7                                       | Dosk.  | Z. Dragić 9  |           |  | Arena Stožice, Lublaň Počet diváků: 5 730 Rozhodčí: Fernando Rocha (POR), Elias Koromilas (GRE), Chris Dodds (SCO) |
| 19. září 2013 14:30 | Micić 4                                         | Asist. | G. Dragić 5  |           |  | Arena Stožice, Lublaň Počet diváků: 5 730 Rozhodčí: Fernando Rocha (POR), Elias Koromilas (GRE), Chris Dodds (SCO) |

| 20. září 2013 14:30 |                                                 | Itálie | 58 – 66   | Ukrajina |  | Arena Stožice, Lublaň Počet diváků: 3 070 Rozhodčí: Juan Arteaga (ESP), Srdan Dozai (CRO), Rüstü Nuran (TUR) |
| 20. září 2013 14:30 | Skóre po čtvrtinách: 17:13, 17:22, 14:16, 10:15 |        |           |          |  | Arena Stožice, Lublaň Počet diváků: 3 070 Rozhodčí: Juan Arteaga (ESP), Srdan Dozai (CRO), Rüstü Nuran (TUR) |
| 20. září 2013 14:30 | Aradori 15                                      | Body   | Jeter 20  |          |  | Arena Stožice, Lublaň Počet diváků: 3 070 Rozhodčí: Juan Arteaga (ESP), Srdan Dozai (CRO), Rüstü Nuran (TUR) |
| 20. září 2013 14:30 | Aradori 9                                       | Dosk.  | 3 hráči 6 |          |  | Arena Stožice, Lublaň Počet diváků: 3 070 Rozhodčí: Juan Arteaga (ESP), Srdan Dozai (CRO), Rüstü Nuran (TUR) |
| 20. září 2013 14:30 | Cinciarini 4                                    | Asist. | Jeter 4   |          |  | Arena Stožice, Lublaň Počet diváků: 3 070 Rozhodčí: Juan Arteaga (ESP), Srdan Dozai (CRO), Rüstü Nuran (TUR) |

### O 5. místo
| 21. září 2013 21:00 | Report | Slovinsko                                      | 69 – 63 | Ukrajina               |  | Arena Stožice, Lublaň Počet diváků: 10 000 Rozhodčí: Christos Christodoulou (GRE), Fernando Rocha (POR), Milivoje Jovcic (SRB) |
| 21. září 2013 21:00 | Report | Skóre po čtvrtinách: 16:23, 24:13, 14:8, 15:19 |         |                        |  | Arena Stožice, Lublaň Počet diváků: 10 000 Rozhodčí: Christos Christodoulou (GRE), Fernando Rocha (POR), Milivoje Jovcic (SRB) |
| 21. září 2013 21:00 | Report | Dragić 19                                      | Body    | Zajcev, Jeter 12       |  | Arena Stožice, Lublaň Počet diváků: 10 000 Rozhodčí: Christos Christodoulou (GRE), Fernando Rocha (POR), Milivoje Jovcic (SRB) |
| 21. září 2013 21:00 | Report | Dragić 7                                       | Dosk.   | Kornyjenko, Natjażko 7 |  | Arena Stožice, Lublaň Počet diváků: 10 000 Rozhodčí: Christos Christodoulou (GRE), Fernando Rocha (POR), Milivoje Jovcic (SRB) |
| 21. září 2013 21:00 | Report | Dragić 4                                       | Asist.  | Jeter 4                |  | Arena Stožice, Lublaň Počet diváků: 10 000 Rozhodčí: Christos Christodoulou (GRE), Fernando Rocha (POR), Milivoje Jovcic (SRB) |

### O 7. místo
| 21. září 2013 17:30 | Report | Srbsko                                          | 76 – 64 | Itálie       |  | Arena Stožice, Lublaň Počet diváků: 4 030 Rozhodčí: Robert Lottermoser (GER), Borys Ryzhyk (UKR), Vicente Bulto (ESP) |
| 21. září 2013 17:30 | Report | Skóre po čtvrtinách: 27:11, 14:16, 14:17, 21:20 |         |              |  | Arena Stožice, Lublaň Počet diváků: 4 030 Rozhodčí: Robert Lottermoser (GER), Borys Ryzhyk (UKR), Vicente Bulto (ESP) |
| 21. září 2013 17:30 | Report | Krstić 17                                       | Body    | Datome 19    |  | Arena Stožice, Lublaň Počet diváků: 4 030 Rozhodčí: Robert Lottermoser (GER), Borys Ryzhyk (UKR), Vicente Bulto (ESP) |
| 21. září 2013 17:30 | Report | Bjelica 10                                      | Dosk.   | Cinciarini 5 |  | Arena Stožice, Lublaň Počet diváků: 4 030 Rozhodčí: Robert Lottermoser (GER), Borys Ryzhyk (UKR), Vicente Bulto (ESP) |
| 21. září 2013 17:30 | Report | Bjelica, Nedović 4                              | Asist.  | Cinciarini 6 |  | Arena Stožice, Lublaň Počet diváků: 4 030 Rozhodčí: Robert Lottermoser (GER), Borys Ryzhyk (UKR), Vicente Bulto (ESP) |

## Soupisky
1.  Francie 
| - Joffrey Lauvergne - Nicolas Batum - Antoine Diot | - Johan Petro - Charles Kahudi - Tony Parker | - Thomas Heurtel - Florent Piétrus - Nando de Colo | - Boris Diaw - Aleis Ajinça - Mickaël Gélabale |

- Trenér: Vincent Collet

2.  Litva 
| - Donatas Motiejūnas - Mantas Kalnietis - Mindaugas Kuzminska | - Darjuš Lavrinovič - Jonas Mačiulis - Tomas Delininkaitis | - Renaldas Seibutis - Linas Kleiza - Kšyštof Lavrinovič | - Martynas Pocius - Jonas Valančiūnas - Robertas Javtokas |

- Trenér: Jonas Kazlauskas

3.  Španělsko 
| - Pablo Aguilar Bermúdez - Rodolfo Fernández Farrés - Sergio Rodríguez Gómez | - Chavier Rey Sanuy - José Manuel Calderón Borrallo - Ricard Rubio Vives | - Víctor Claver Arocas - Fernando San Emeterio Lara - Sergio Llull Melià | - Marc Gasol - Germán Gabriel Benaches - Ále Mumbrú Murcia |

- Trenér: Juan Antonio Orenga Forcada

4.  Chorvatsko 
| - Ante Tomić - Lukša Andrić - Dontaye Draper | - Bojan Bogdanović - Dario Šarić - Damjan Rudež | - Roko Ukić - Krunoslav Simon - Damir Markota | - Mario Delaš - Luka Žorić - Ante Delaš |

- Trenér: Jasmin Repeša.

5.  Slovinsko 
| - Uroš Slokar - Jaka Lakovič - Jure Balažič | - Nebojša Joksimovič - Edo Murič - Jaka Blažič | - Boštjan Nachbar - Goran Dragič - Zoran Dragič | - Domen Lorbek - Gašper Vidmar - Mirza Begić |

- Trenér: Božidar Maljkoić.

6.  Ukrajina 
| - Maxym Pustozvonov - Eugene “Pooh” Jeter - Oleksandr Mišula | - Dmytro Glebov - Sergij Gladyr - Oleksandr Lypovyj | - Kyrylo Natjažko - Dmytro Zabirčenko - Maksym Kornienko | - Igor Zajcev - Artem Pustovyj - Vjačeslav Kravcov |

- Trenér: Mike Fratello.

7.  Srbsko 
| - Nemanja Nedović - Nemanja Krstić - Vasilije Micić | - Bogdan Bogdanović - Nemanja Bjelica - Stefan Marković | - Nikola Kalinić - Đorđe Gagić - Nenad Krstić | - Danilo Anđušić - Raško Katić - Vladimir Štimac |

- Trenér: Dušan Ivković.

8.  Itálie 
| - Pietro Aradori - Alessandro Gentile - Guido Rosselli | - Luca Vitali - Giuseppe Poeta - Nicolò Melli | - Marco Belinelli - Travis Diener - Marco Cusin | - Luigi Datome - Daniele Magro - Andrea Cinciarini |

- Trenér: Simone Pianigiani.

9.  Finsko 
| - Mikko Koivisto - Antti Nikkilä - Kimmo Muurinen | - Shawn Huff - Gerald Lee - Sasu Salin | - Tuukka Kotti - Petteri Koponen - Samuel Haanpää | - Hanno Möttölä - Roope Ahonen - Teemu Rannikko |

- Trenér: Henrik Dettmann.

10.  Belgie 
| - Roel Moors - Sam van Rossom - Christophe Beghin | - Ael Hervelle - Jean-Marc Mwema - Jonathan Tabu | - Quentin Serron - Guy Muya - Wen Mukubu | - Maime de Zeeuw - Sacha Massot - Yannick Driesen |

- Trenér: Eddy Casteels.

11.  Řecko 
| - Kostas Sloukas - Giannis Bourousis - Nikos Zisis | - Vasilis Spanoulis - Stratos Perperoglou - Antonis Fotsis | - Kostas Papanikolaou - Vasilis Kavvadas - Loukas Mavrokefalidis | - Kostas Kaimakoglou - Michael Bramos - Georgios Printezis |

- Trenér: Andrea Trinchieri.

12.  Lotyšsko 
| - Mārtiņš Meiers - Mareks Mejeris - Rolands Freimanis | - Jānis Blūms - Jānis Bērziņš - Dairis Bertāns | - Rihards Kuksiks - Armands Šķēle - Kristaps Janičenoks | - Jānis Strēlnieks - Kaspars Bērziņš - Andrejs Šeļakovs |

- Trenér: Ainārs Bagatskis.

13.  Bosna a Hercegovina 
| - Muhamed Pašalić - Ante Mašić - Andrija Stipanović | - Marko Šutalo - Zack Wright - Edin Bavčić | - Nemanja Gordić - Elmedin Kikanović - Mirza Teletović | - Dalibor Peršić - Nihad Đedović - Nedžad Sinanović |

- Trenér: Aleksandar Petrović.

14.  Česko 
| - Petr Benda - Ondřej Balvín - Pavel Pumprla | - Vojtěch Hruban - Tomáš Satoranský - Jiří Welsch | - Pavel Houška - Luboš Bartoň - David Jelínek | - Jakub Kudláček - Kamil Švrdlík - Jan Veselý |

- Trenér: Pavel Budínský.

15.  Velká Británie 
| - Kieron Achara - Andrew Lawrence - Justin Robinson | - Devon van Oostrum - Andrew “Drew” Sullivan - Gareth Murray | - Myles Hesson - Ali Fraser - Daniel Clark | - Ogo Adegboye - Eric Boateng - Kyle Johnson |

- Trenér: Joe Prunty.

16.  Švédsko 
| - Ludvig Håkansson - Jonathan Skjöldebrand - Joakim Kjellbom | - Dino Pita - Anton Gaddefors - Thomas Massamba | - Kenny Grant - Jonas Jerebko - Brice Massamba | - Erik Rush - Jeffery Taylor - Viktor Gaddefors |

- Trenér: Brad Dean.

17.  Německo 
| - Ale King - Niels Giffey - Per Günther | - Philip Zwiener - Heiko Schaffartzik - Karsten Tadda | - Lucca Staiger - Tibor Pleiss - Robin Benzing | - Bastian Doreth - Andreas Seiferth - Maik Zirbes |

- Trenér: Frank Menz.

18.  Černá Hora 
| - Nikola Vučević - Bojan Bakić - Suad Šehović | - Aleksa Popović - Sead Šehović - Blagota Sekulić | - Nikola Ivanović - Milko Bjelica - Tyrese Rice | - Marko Popović - Bojan Dubljević - Vladimir Dašić |

- Trenér: Luka Pavićeić.

19.  Gruzie 
| - Nika Metreveli - Otar Pkhakadze - Duda Sanadze | - Beka Burjanadze - Giorgi Tsintsadze - Giorgi Shermadini | - Ricky Hickman - Manuchar Markoishvili - Levan Patsatsia | - Viktor Sanikidze - Besik Lezhava - Nikoloz Tskitishvili |

- Trenér: Igor Kokoškov.

20.  Turecko 
| - Doğuş Balbay - Emir Preldžić - Sinan Güler | - Birkan Batuk - Ersan İlyasova - Semih Erden | - Serhat Çetin - Oğuz Savaş - Kerem Gönlüm | - Ender Arslan - Ömer Aşık - Hidayet Türkoğlu |

- Trenér: Bogdan Tanjević.

21.  Makedonie 
| - Aleksandar Kostoski - Vlado Ilievski - Darko Sokolov | - Lester “Bo” McCalebb - Vojdan Stojanovski - Damjan Stojanovski | - Vladimir Brčkov - Todor Gečevski - Pero Antić | - Stojan Gjuroski - Ðorđi Čekovski - Predrag Samardžiski |

- Trenér: Aleš Pipan.

22.  Izrael 
| - Raviv Limonad - Afik Nissim - Nitzan Hanochi | - Ale Tyus - Lior Eliyahu - Omri Casspi | - Guy Pnini - Yogev Ohayon - Yotam Halperin | - Ido Kozikaro - Yaniv Green - Elishay Kadir |

- Trenér: Arik Shivek.

23.  Rusko 
| - Sergej Karasjov - Dmitrij Sokolov - Jevgenij Valiev | - Vitalij Fridzon - Jevgenij Voronov - Dmitrij Kulagin | - Alexej Šved - Semjon Antonov - Sergej Monja | - Dmitrij Chvostov - Alexej Savrasenko - Anton Ponkrašov |

- Trenér: Vasilij Karasjov.

24.  Polsko 
| - Przemysław Karnowski - Thomas Kelati - Maciej Lampe | - Krzysztof Szubarga - Michał Chyliński - Przemysław Zamojski | - Mateusz Ponitka - Michał Ignerski - Adam Waczyński | - Marcin Gortat - Adam Hrycaniuk - Łukasz Koszarek |

- Trenér: Dirk Bauermann.

## Konečné pořadí
| Pořadí           | Tým                 | Z  | V | P | Skóre   | B  |
| ---------------- | ------------------- | -- | - | - | ------- | -- |
| Zlatá medaile    | Francie             | 11 | 8 | 3 | 859:788 | 19 |
| Stříbrná medaile | Litva               | 11 | 8 | 3 | 803:748 | 19 |
| Bronzová medaile | Španělsko           | 11 | 7 | 4 | 861:691 | 18 |
| 4.               | Chorvatsko          | 11 | 8 | 3 | 805:801 | 19 |
| 5.               | Slovinsko           | 11 | 7 | 4 | 803:787 | 18 |
| 6.               | Ukrajina            | 11 | 6 | 5 | 775:793 | 17 |
| 7.               | Srbsko              | 11 | 6 | 5 | 809:828 | 17 |
| 8.               | Itálie              | 11 | 6 | 5 | 835:809 | 17 |
| 9.               | Finsko              | 8  | 5 | 3 | 569:583 | 13 |
| 10.              | Belgie              | 8  | 3 | 5 | 540:589 | 11 |
| 11.              | Řecko               | 8  | 4 | 4 | 624:590 | 12 |
| 12.              | Lotyšsko            | 8  | 4 | 4 | 597:573 | 12 |
| 13.              | Bosna a Hercegovina | 5  | 3 | 2 | 358:359 | 8  |
| 14.              | Česko               | 5  | 2 | 3 | 316:339 | 7  |
| 15.              | Velká Británie      | 5  | 2 | 3 | 360:396 | 7  |
| 16.              | Švédsko             | 5  | 1 | 4 | 345:391 | 6  |
| 17.              | Německo             | 5  | 2 | 3 | 390:396 | 7  |
| 18.              | Černá Hora          | 5  | 2 | 3 | 376:382 | 7  |
| 19.              | Gruzie              | 5  | 1 | 4 | 366:394 | 6  |
| 20.              | Turecko             | 5  | 1 | 4 | 355:398 | 6  |
| 21.              | Makedonie           | 5  | 1 | 4 | 356:369 | 6  |
| 22.              | Izrael              | 5  | 1 | 4 | 364:380 | 6  |
| 23.              | Rusko               | 5  | 1 | 4 | 380:414 | 6  |
| 24.              | Polsko              | 5  | 1 | 4 | 329:377 | 6  |